# Militärflugplatz Ramat David

i7
i11
i13

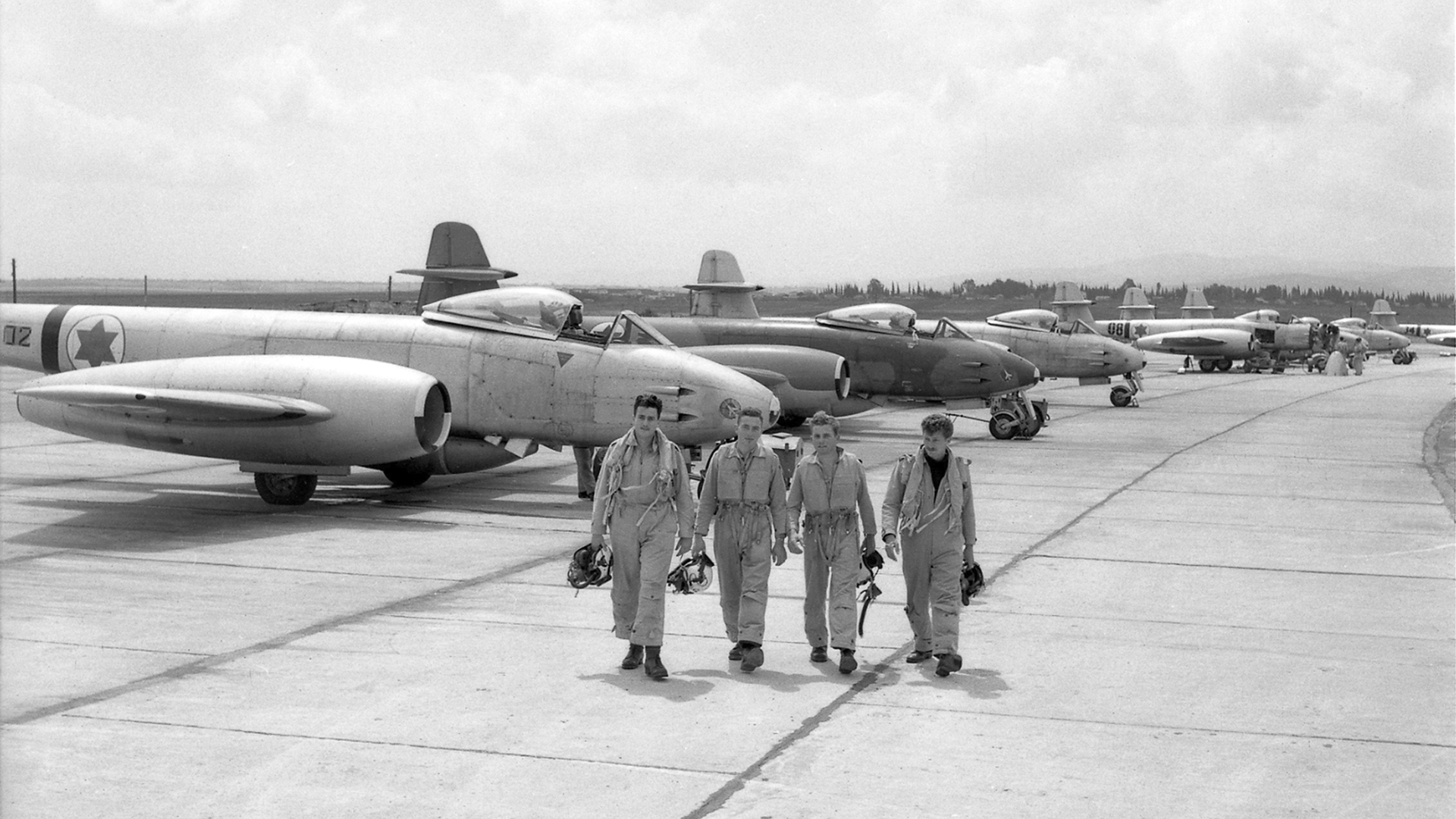
Vier israelische Kampfpiloten vor ihren Gloster Meteor F.8 Jets der 117. Staffel „First Jet“ auf der Ramat David Airbase um 1954

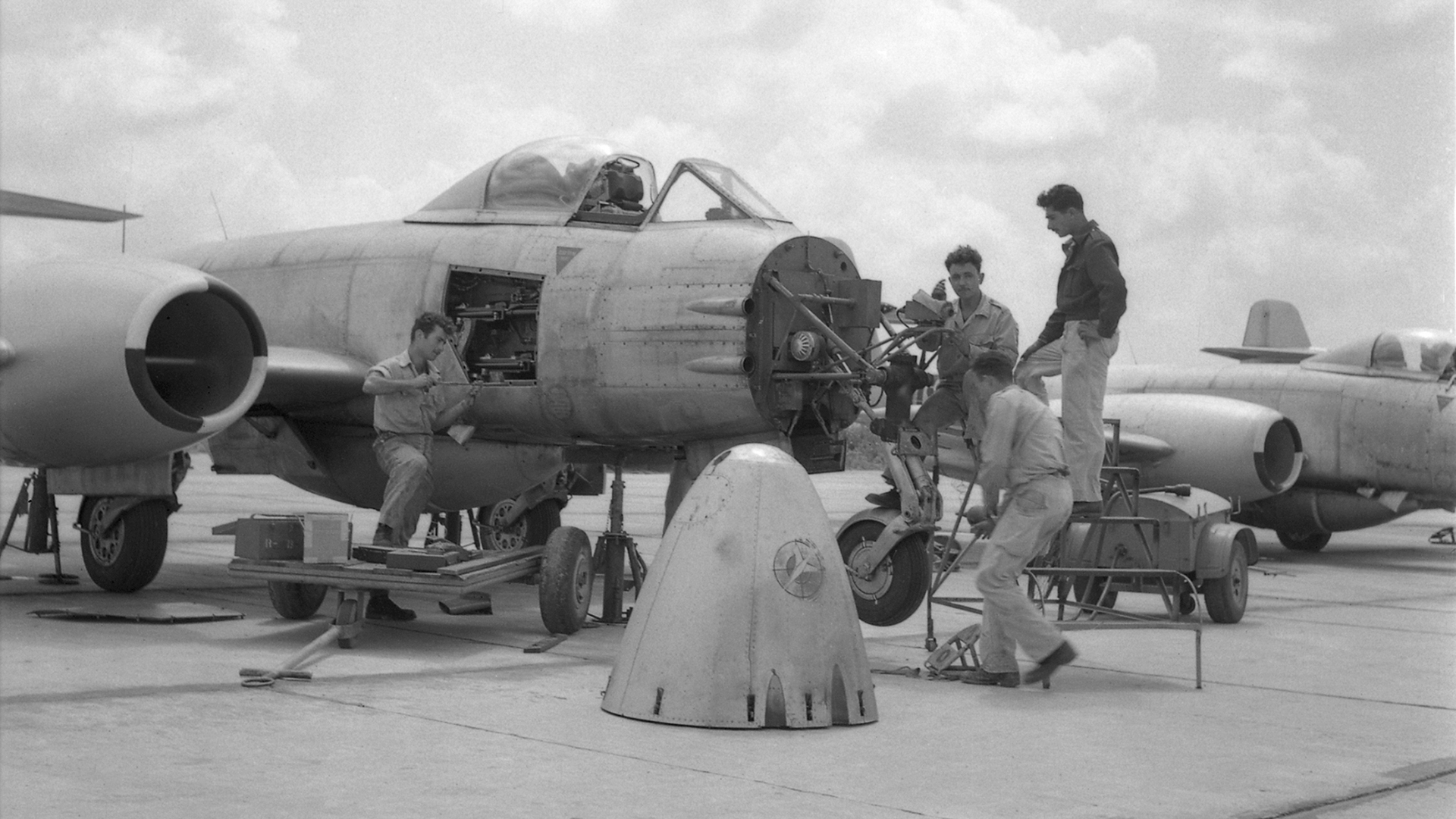
Wartungsarbeiten an einer Gloster Meteor F.8 der 117. Staffel „First Jet“ auf Ramat David um 1954

Der Militärflugplatz Ramat David (Betonung jeweils auf der zweiten Silbe, hebräisch בָּסִיס רָמַת דָּוִד Basīs Ramat David, deutsch ‚Basis Anhöhe Davids‘, ICAO-Code: LLRD) ist der nördlichste Stützpunkt der Israelischen Luftwaffe (IAF). Er befindet sich in der Jesreelebene im Nordbezirk Israels, nahe dem Kibbuz Ramat David, etwa 20 Kilometer südöstlich von Haifa. Auf ihm sind Kampfjets, Drohnen und Hubschrauber stationiert, und er besitzt drei Start- und Landebahnen von jeweils etwa 2,5 Kilometer Länge. Seit vielen Jahren gibt es Überlegungen, Ramat David in einen internationalen Flughafen umzuwandeln (siehe hier).

## Geschichte

### RAF Ramat David
In seiner Autobiographie „Going Solo (Im Alleingang)“ berichtet der englische WKII-Jagdflieger und Schriftsteller Roald Dahl, dass er im Juni 1941 mit seiner Hawker Hurricane Mk.I auf einem trockenen Erdstreifen innerhalb eines großen Maisfeldes nahe des Kibbuz Ramat David gelandet sei. Dieses geheime Flugfeld hinter dem Berg Karmel war zuvor von den Briten und Bewohnern des Kibbuz als alternative Landebahn für den Fall angelegt worden, wenn das Haifa Aerodrome (RAF Haifa) – 20 Kilometer nordwestlich davon – von den Deutschen oder Italienern angegriffen und beschädigt werden sollte.

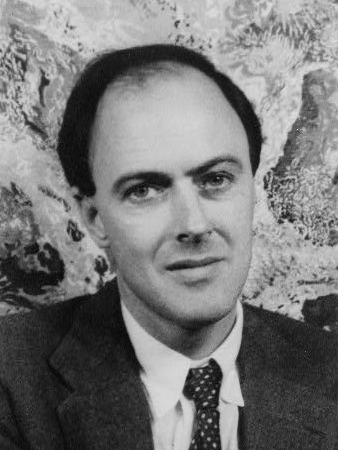
Der britische Pilot und Autor Roald Dahl im Jahr 1956
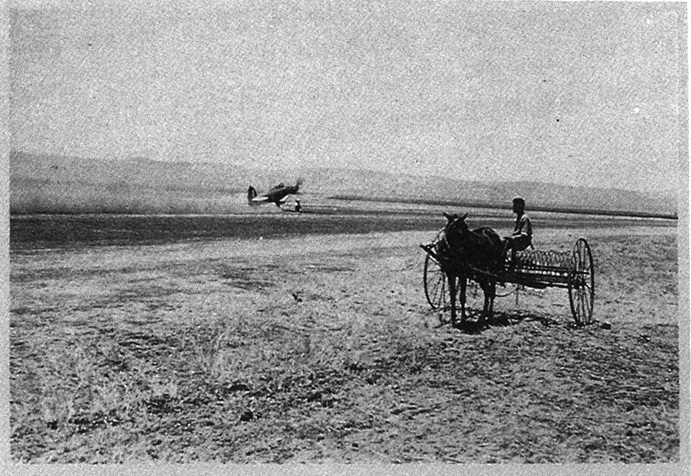
Das improvisierte Flugfeld beim Kibbuz Ramat David um 1941

Im Jahr 1942 wurde das provisorische Flugfeld dann von der Royal Air Force (RAF) in den regulären Militärflugplatz RAF Ramat David umgewandelt – unter dem britischen Mandat über Palästina. Auf ihm waren ab diesem Zeitpunkt abwechselnd mehrere britische Flugzeug-Staffeln mit Kampfflugzeugen, Bombern und Transportflugzeugen stationiert. Im entsprechenden englischen Wikipedia-Artikel sind diese Staffeln aufgelistet.

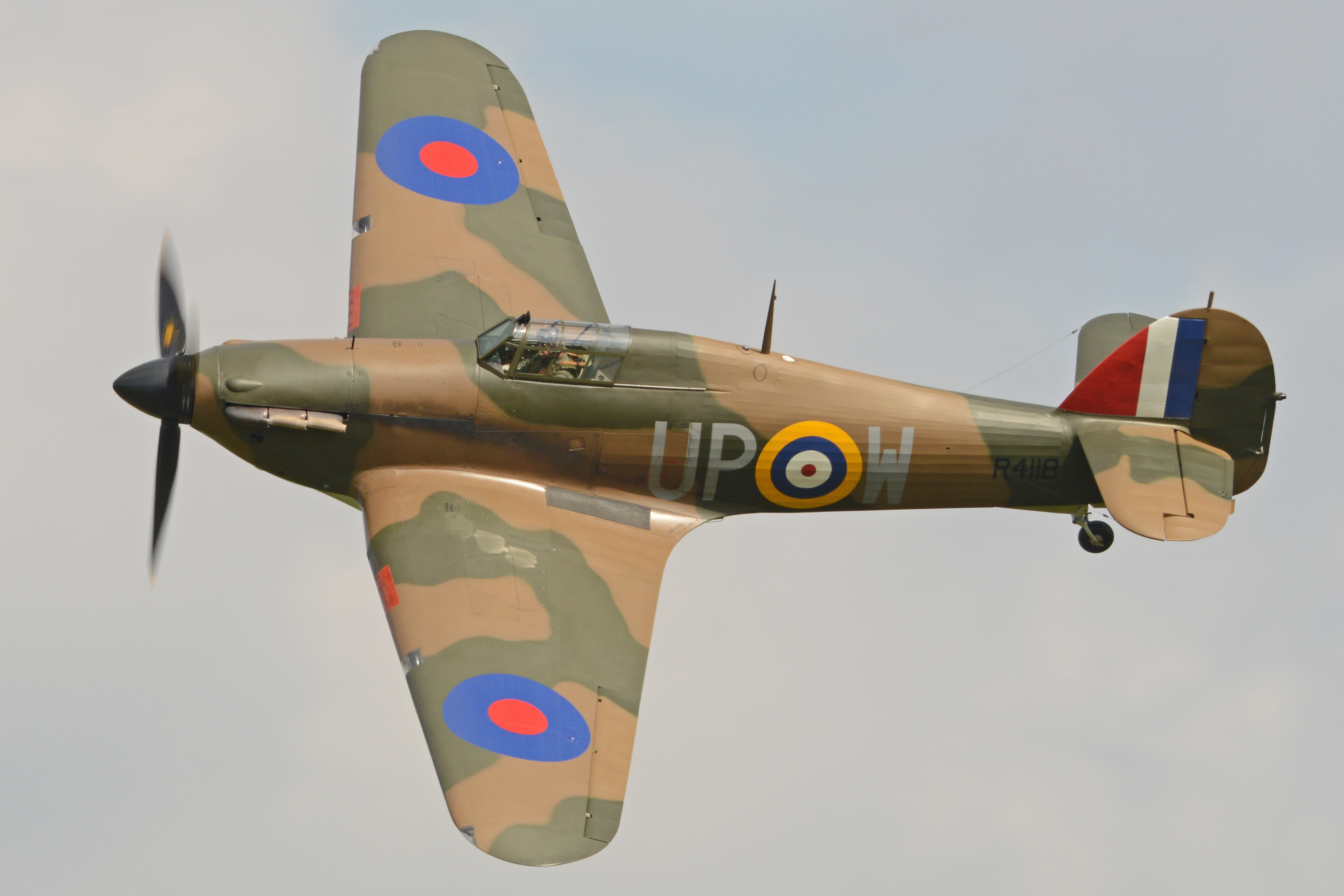
Eine Hawker Hurricane Mk.I, damals geflogen vom Autor Roald Dahl und stationiert auf RAF Ramat David
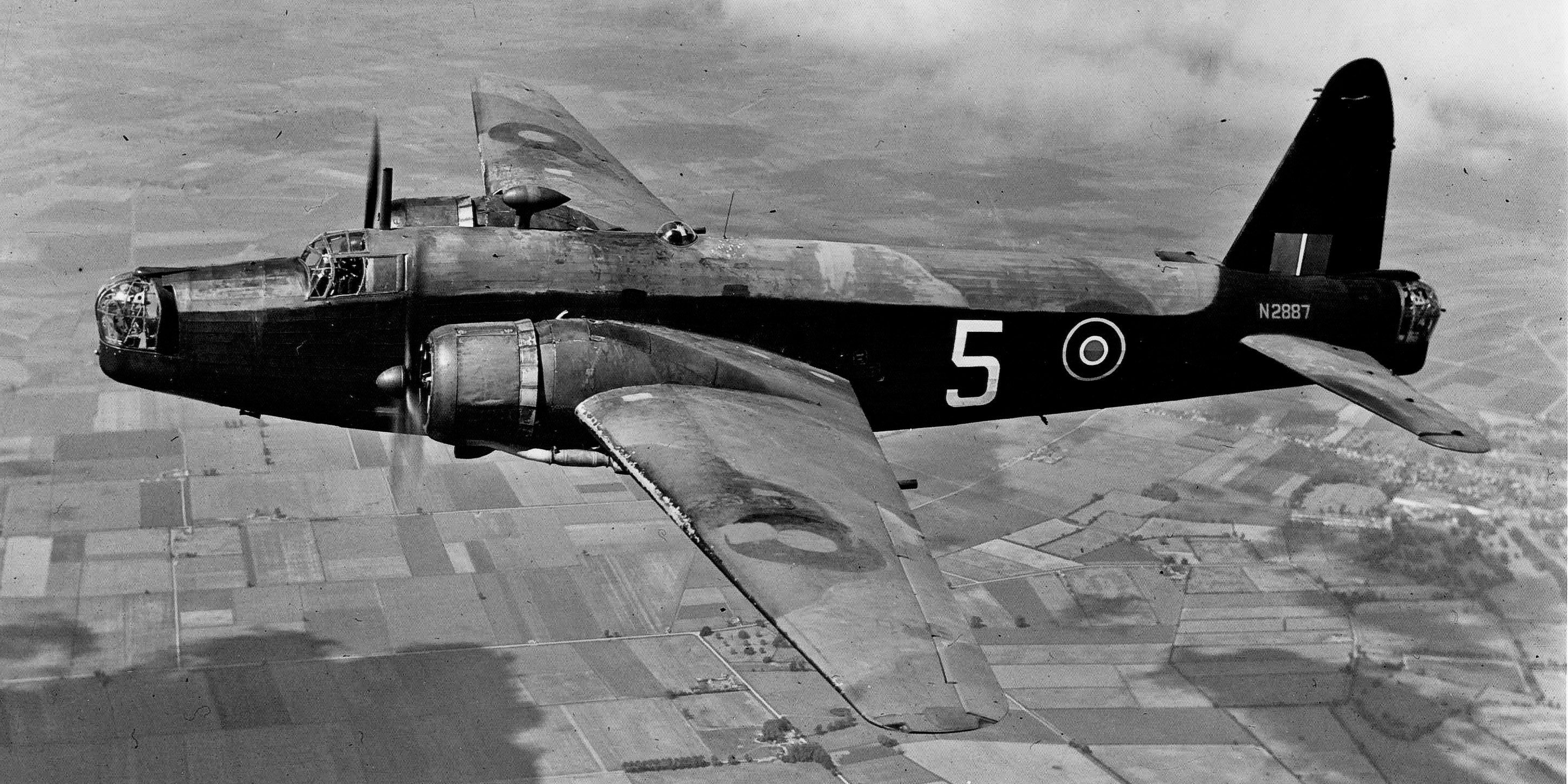
Ein Vickers Wellington Mk.IA Bomber, zeitweise stationiert auf dem Militärflugplatz RAF Ramat David

Während des Zweiten Weltkrieges wurden hier u. a. jüdische Fallschirmjäger ausgebildet, um in Sondereinsatz-Kommandos der RAF zu dienen und hinter feindlichen Linien auf deutschem oder deutsch besetztem Gebiet abzuspringen. Sie sollten dabei helfen, abgestürzte alliierte Flieger sicher zurückzubringen und Juden sich vor den Nazis zu verstecken. Mehrere von ihnen kamen dabei ums Leben (siehe Gedenkstein in der unteren Galerie).

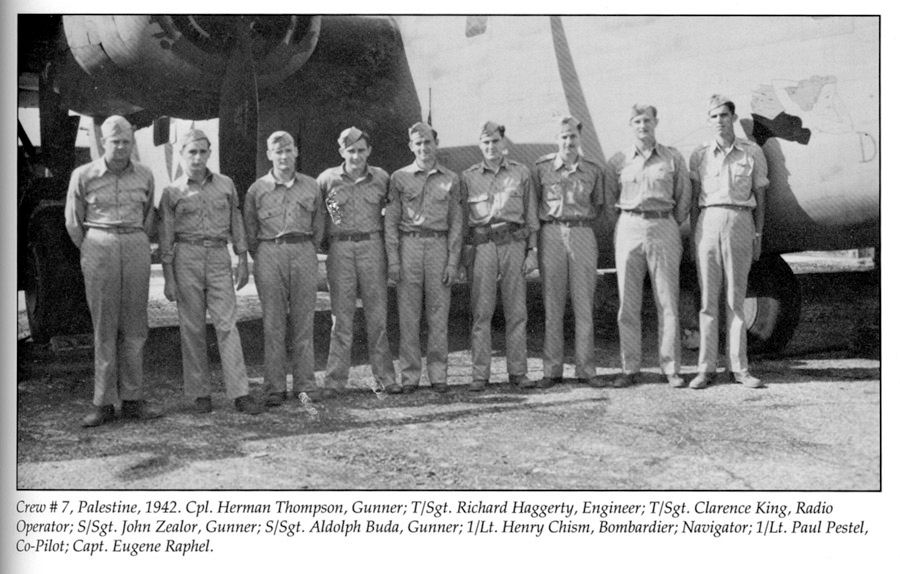
Eine B-24 Liberator Fliegerbesatzung der US 98th Bombardment Group auf RAF Ramat David im Sommer 1942
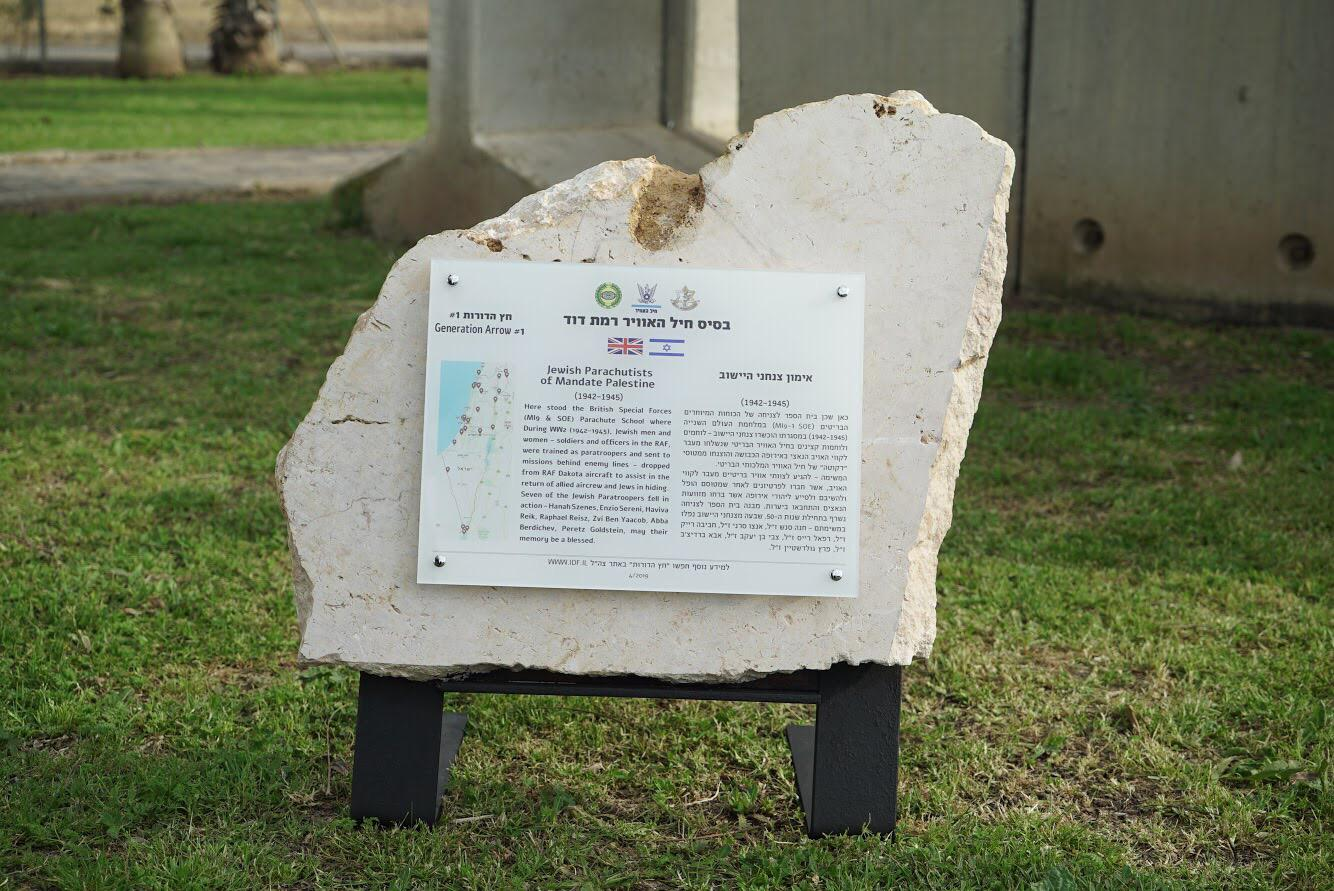
Gedenkstein der WKII-Fallschirmjäger-Schule zur Ausbildung jüdischer Spezialkräfte in der RAF
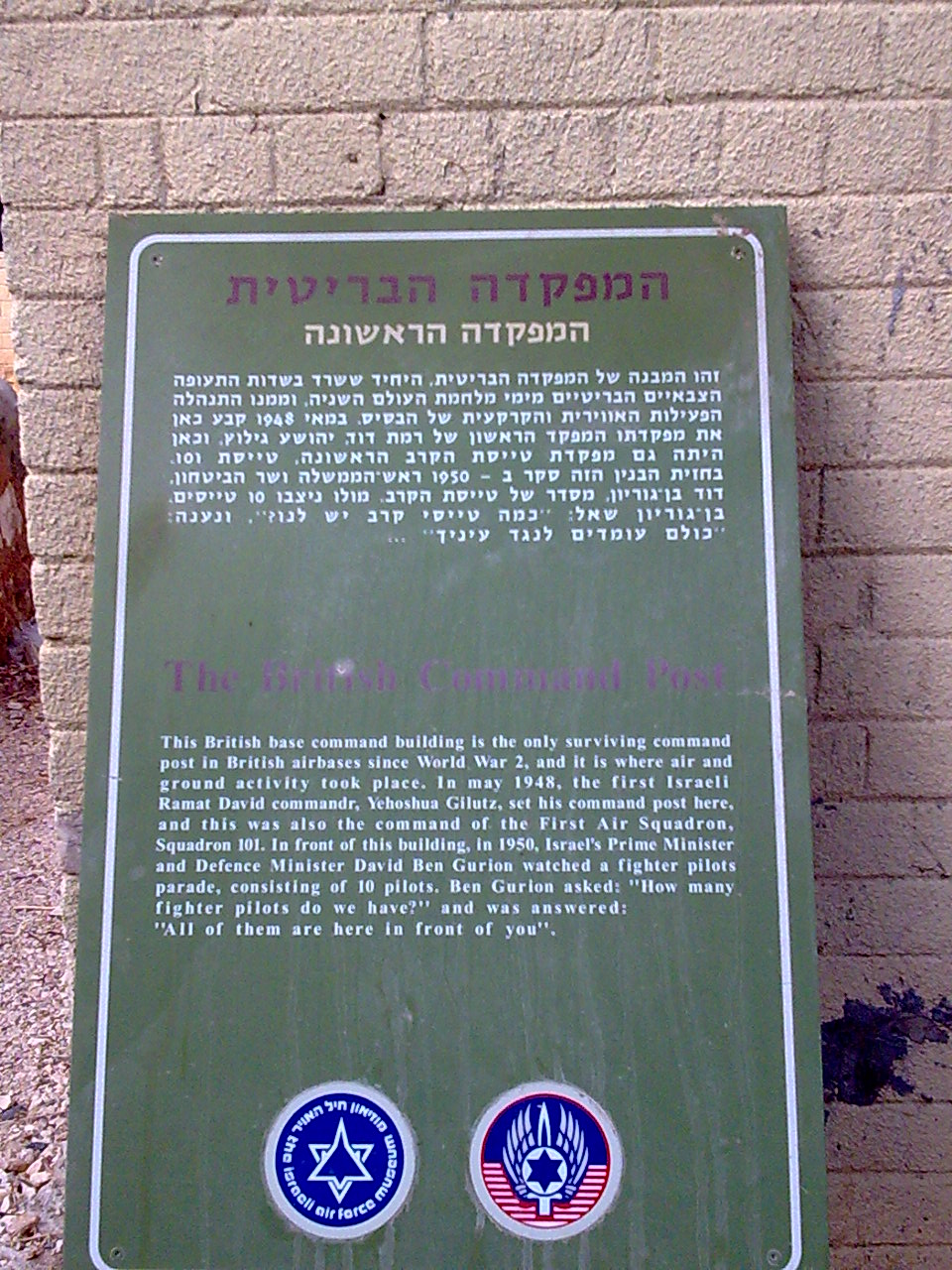
Tafel vor der einstigen britischen Kommandantur von Ramat David, die dann auch von der IAF genutzt wurde
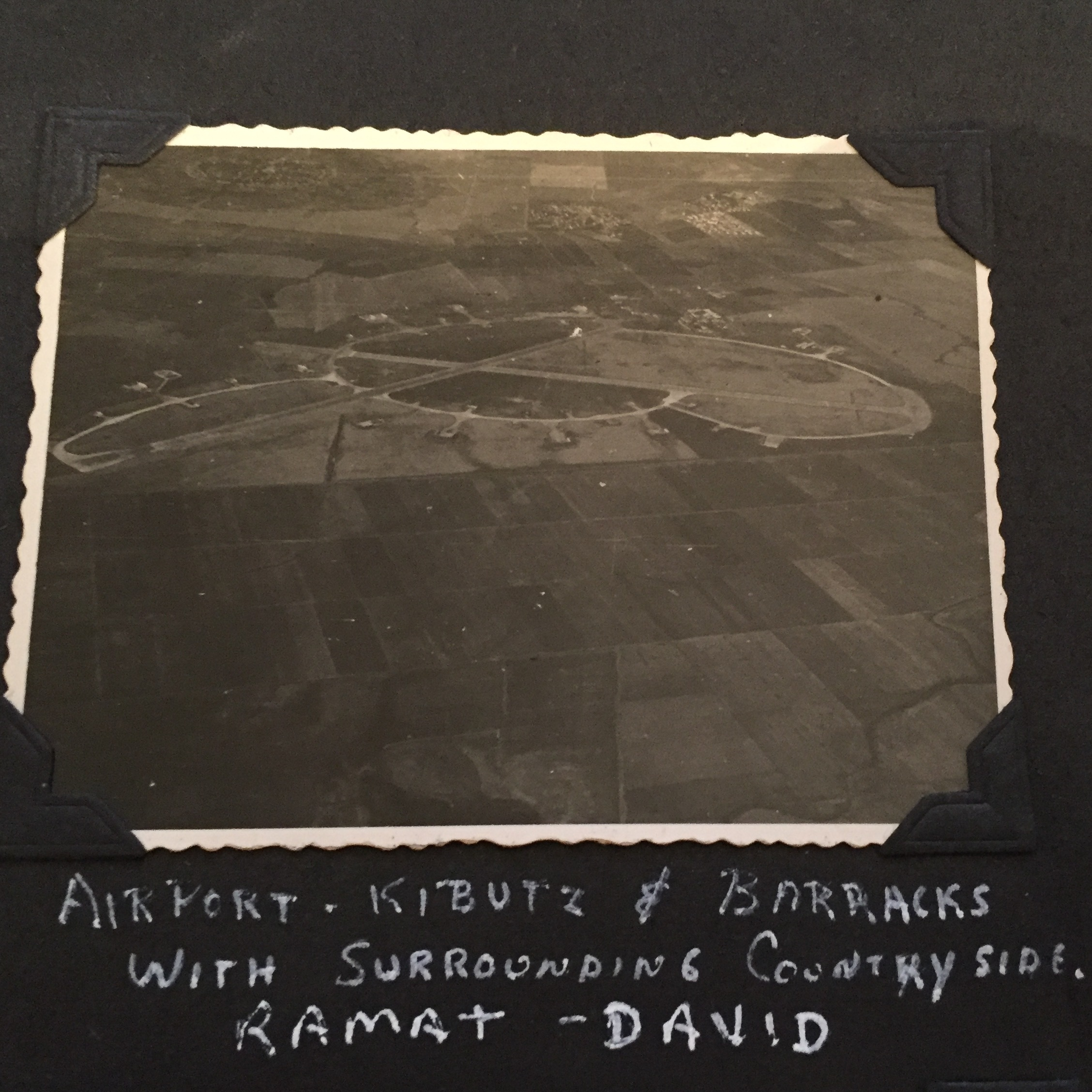
Luftaufnahme aus Südwesten der zu dieser Zeit bereits israelischen Airbase aus dem Jahr 1949

Nach der Gründung des Staates Israel am 14. Mai 1948 und der Ausweitung des Palästinakrieges am nächsten Tag wurde der Stützpunkt für eine gewisse Zeit von der RAF weiter unterhalten, um den Abzug der britischen Streitkräfte aus Palästina zu decken. Wenige Tage danach – am 22. Mai – griff die Royal Egyptian Air Force den Flugplatz an, da sie fälschlicherweise glaubte, er befände sich bereits unter israelischer Verwaltung. Bei einer Serie von drei Angriffen wurden mehrere Flugzeuge zerstört oder beschädigt, ein Hangar zerstört und vier britische Flieger getötet. Im Verlauf der Kampfhandlungen wurden fünf ägyptische Kampfflugzeuge (alles englische Fabrikate) abgeschossen. Die Briten waren außer sich über ihren Verbündeten. Kurze Zeit später wurde der Stützpunkt dann wirklich von den Israelischen Streitkräften (IDF) übernommen.

### Ramat David IAF Base
Im Laufe der Zeit wurde der Flugplatz zum Hauptstützpunkt von IAF-Operationen nördlich von Israel in Syrien und im Libanon ausgebaut. Die 69. Staffel „Hammers“ mit drei ausrangierten und 1948 von den USA nach Israel geschmuggelten B-17 Flying Fortress Bombern wurde zu Beginn hier aufgestellt, ebenso die 103. Staffel „Elephants“ mit Transportflugzeugen, anfangs drei Douglas DC-3 Dakota und einer Douglas DC-5. Diese beiden Staffeln wurden aber in den folgenden Jahren auf andere israelische Basen verlegt.
Der ehemalige Kampfpilot und spätere israelische Staatspräsident Ezer Weizmann (1924–2005) war in den 1950er Jahren hier Stützpunkt-Kommandant, bevor er schließlich das Kommando der IAF übernahm. 2011 wurde die Basis bzw. die Air Wing 1 dort nach ihm benannt. 

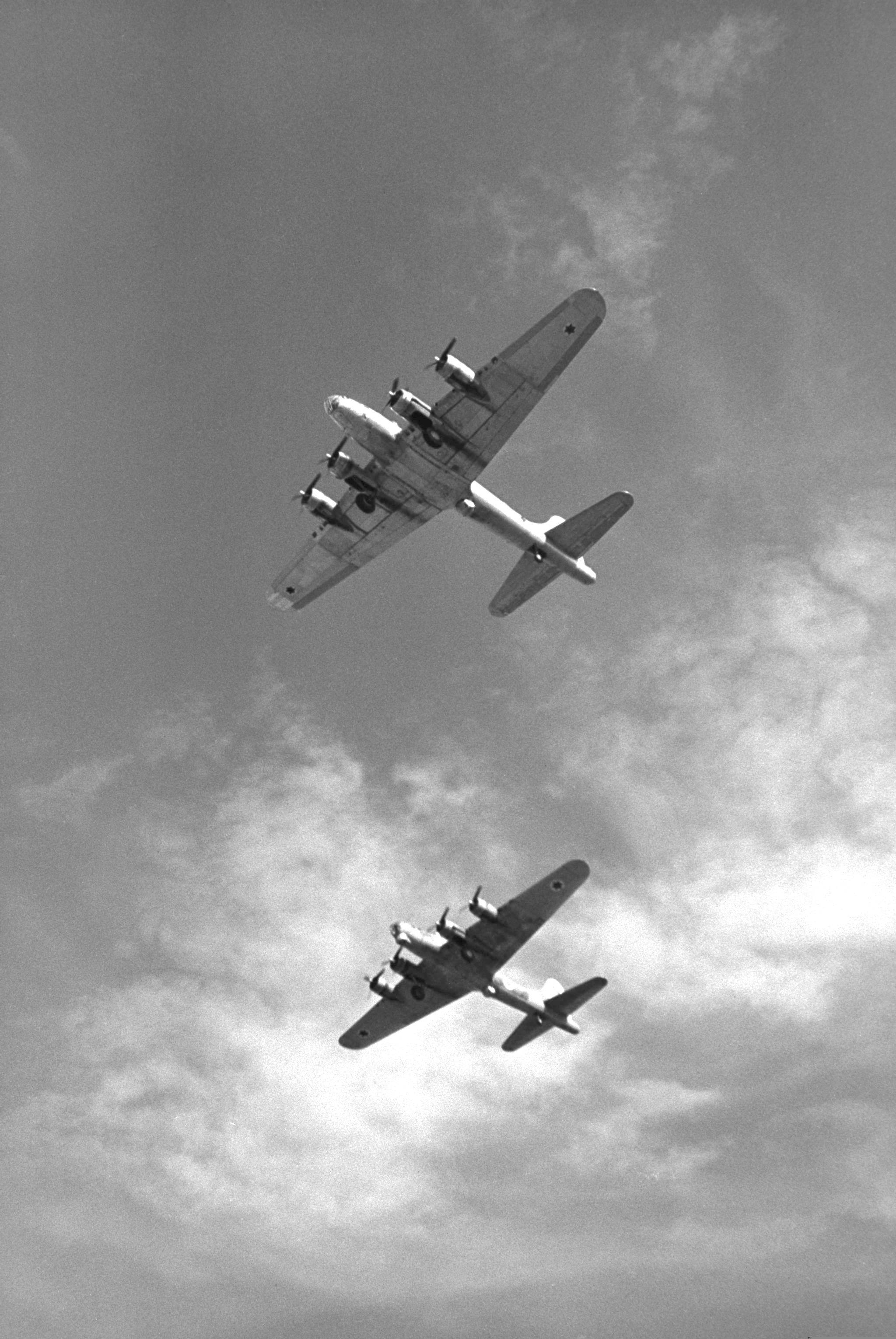
Zwei israelische B-17 Flying Fortress Bomber der 69. Staffel „Hammers“ – 1953, nicht mehr auf Ramat David
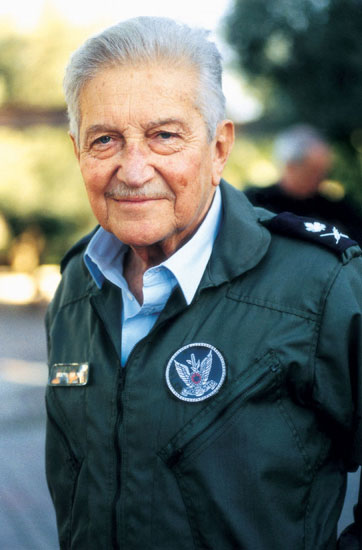
Ezer Weizmann (1924–2005), ehemaliger Kommandant von Ramat David, der IAF und Staatspräsident
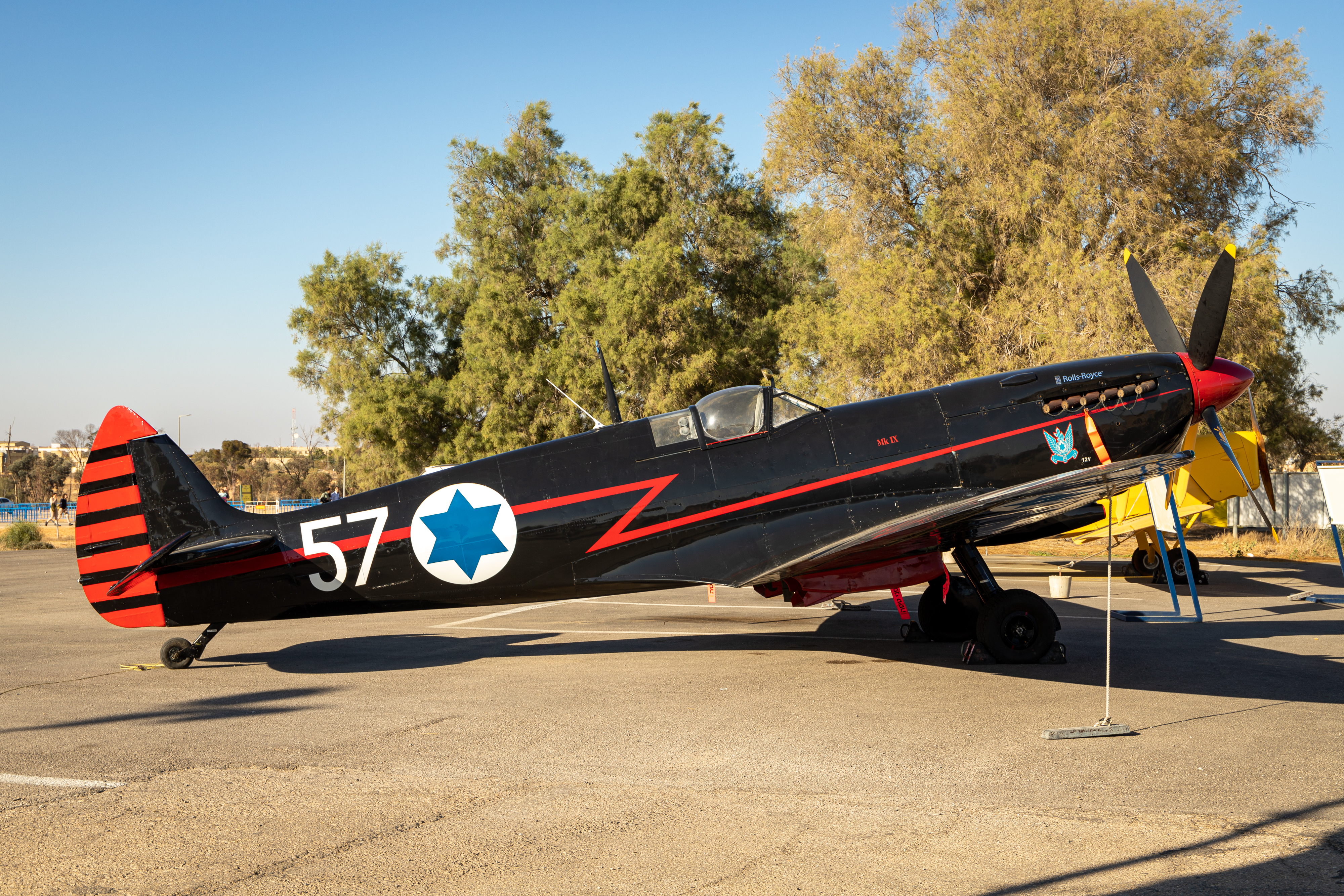
Die berühmte „Black Spitfire“, die sich im Privatbesitz von Ezer Weizmann befand – hier im IAF-Museum
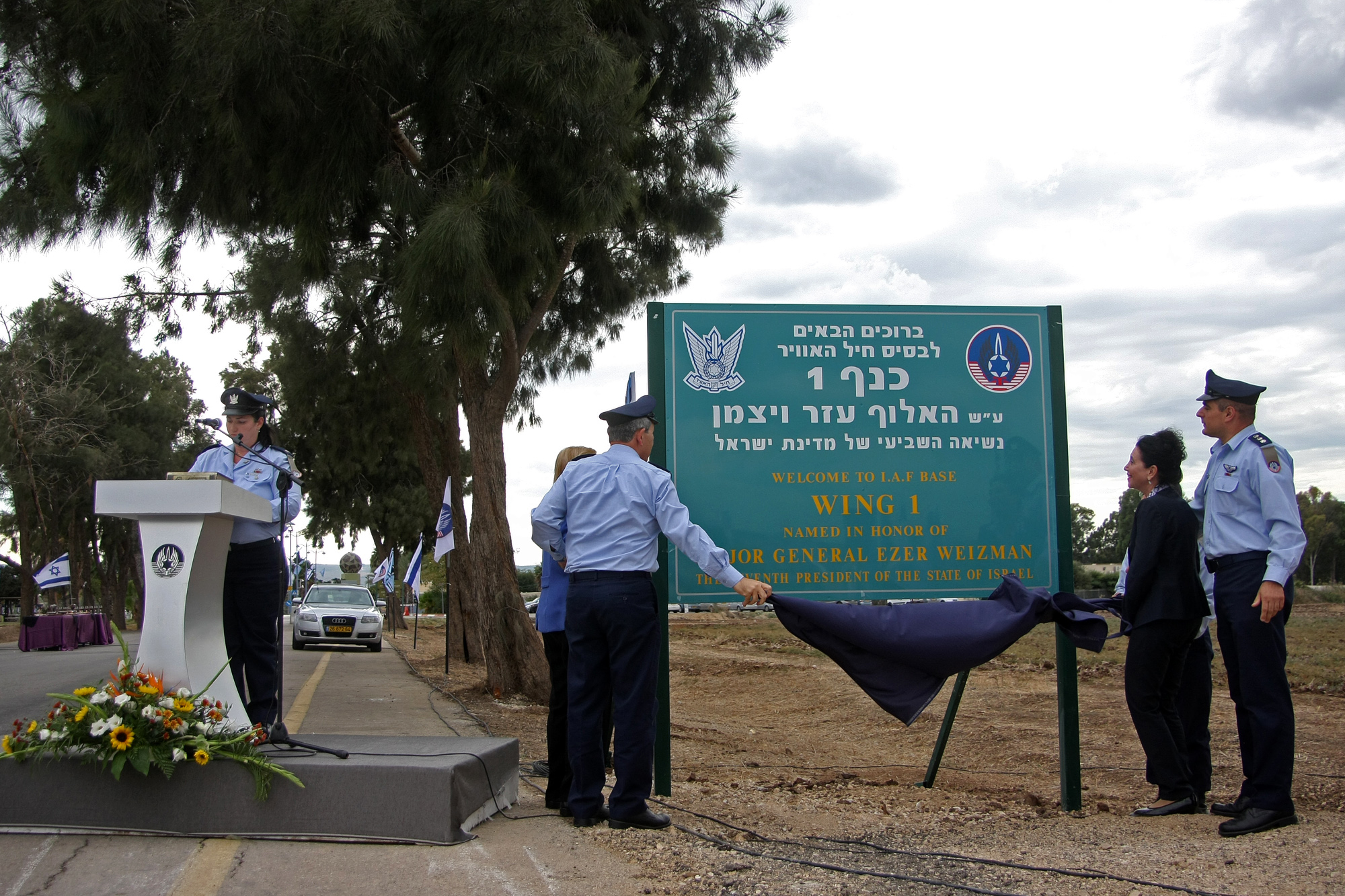
IAF Base Wing 1 auf Ramat David wird 2011 nach Generalmajor (Aluf) Ezer Weizmann benannt

#### 117. Staffel „First Jet“
Die 117. Staffel „First Jet“ wurde am 17. Juni 1953 als erste Kampfjet-Staffel der IAF mit britischen Gloster Meteor F.8 auf Ramat David eröffnet (siehe Fotos unter der Infobox). 1962 wurden diese durch französische Dassault Mirage IIICJ Shahak ersetzt, die dann am Sechstagekrieg, dem Abnutzungskrieg und am Jom-Kippur-Krieg teilnahmen. 1980 erhielt die 117. zusammen mit der 110. Staffel „Knights Of The North“ die ersten F-16A/B Netz Kampfjets aus den USA. Im Juni 1981 nahmen vier Jets der 117. Staffel an Operation Opera teil, der Zerstörung des irakischen Atomreaktors Osirak bei Bagdad. Ab 1986/87 wurden diese dann durch die ersten F-16C/D Barak der IAF ersetzt, die bis zur vorübergehenden Schließung der Staffel im Jahr 2020 blieben.

#### 109. Staffel „The Valley“
Die 109. Staffel „The Valley“ wurde 1951 noch unter anderem Namen auf dem Militärflugplatz Tel Nof gegründet und 1956 nach Ramat David verlegt, wo sie bis heute besteht. Sie erhielt hier ihren Namen „The Valley“ nach der Jesreelebene, in der sich die Basis befindet. Auf Ramat David flog sie die Dassault Mystère IV A, A-4H/N Skyhawk Ayit, IAI Kfir C.7 und schließlich von 1991 bis zum heutigen Tag die zweisitzige F-16D Barak.

#### 110. Staffel „Knights Of The North“
Die 110. Staffel „Knights Of The North“ bestand von 1953 bis 2017 (ab 1957 auf Ramat David) und flog die De Havilland Mosquito (auf Chazor), Gloster Meteor F.8, SO-4050 Vautour IIA/B, A-4H/N Skyhawk Ayit, F-16A/B Netz, F-16C/D Barak und nahm 1981 zusammen mit der 117. Staffel „First Jet“ an der Zerstörung des irakischen Atomreaktors Osirak bei Bagdad teil.

#### Galerie ehemals stationierter Flugzeuge
Die meisten älteren Flugzeugtypen, die in früheren Zeiten auf der Ramat David Airbase stationiert waren, befinden sich heute im IAF-Museum direkt neben dem Militärflugplatz Chazerim:

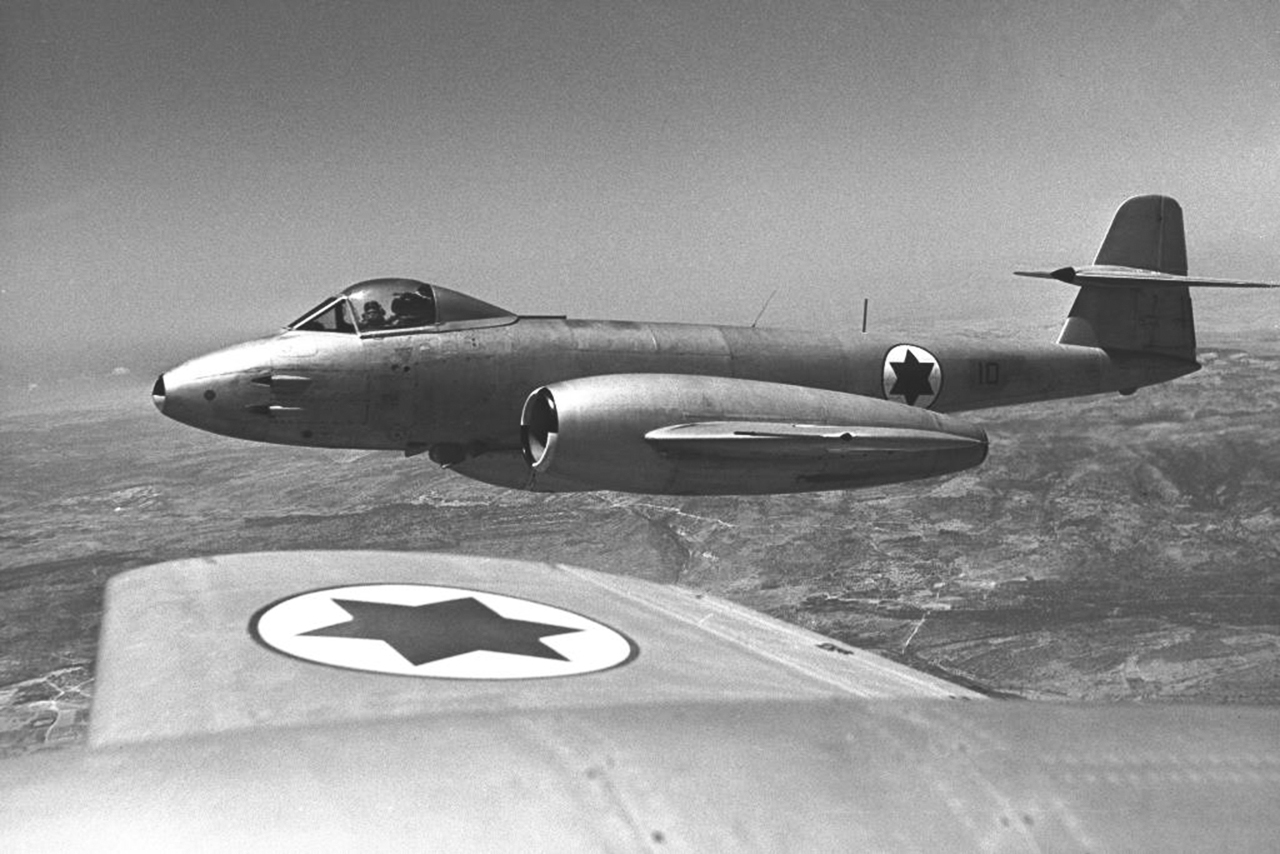
Einsitzige Gloster Meteor F.8 Kampfjets der 117. Staffel „First Jet“ im Flug, von Ramat David im Juli 1954
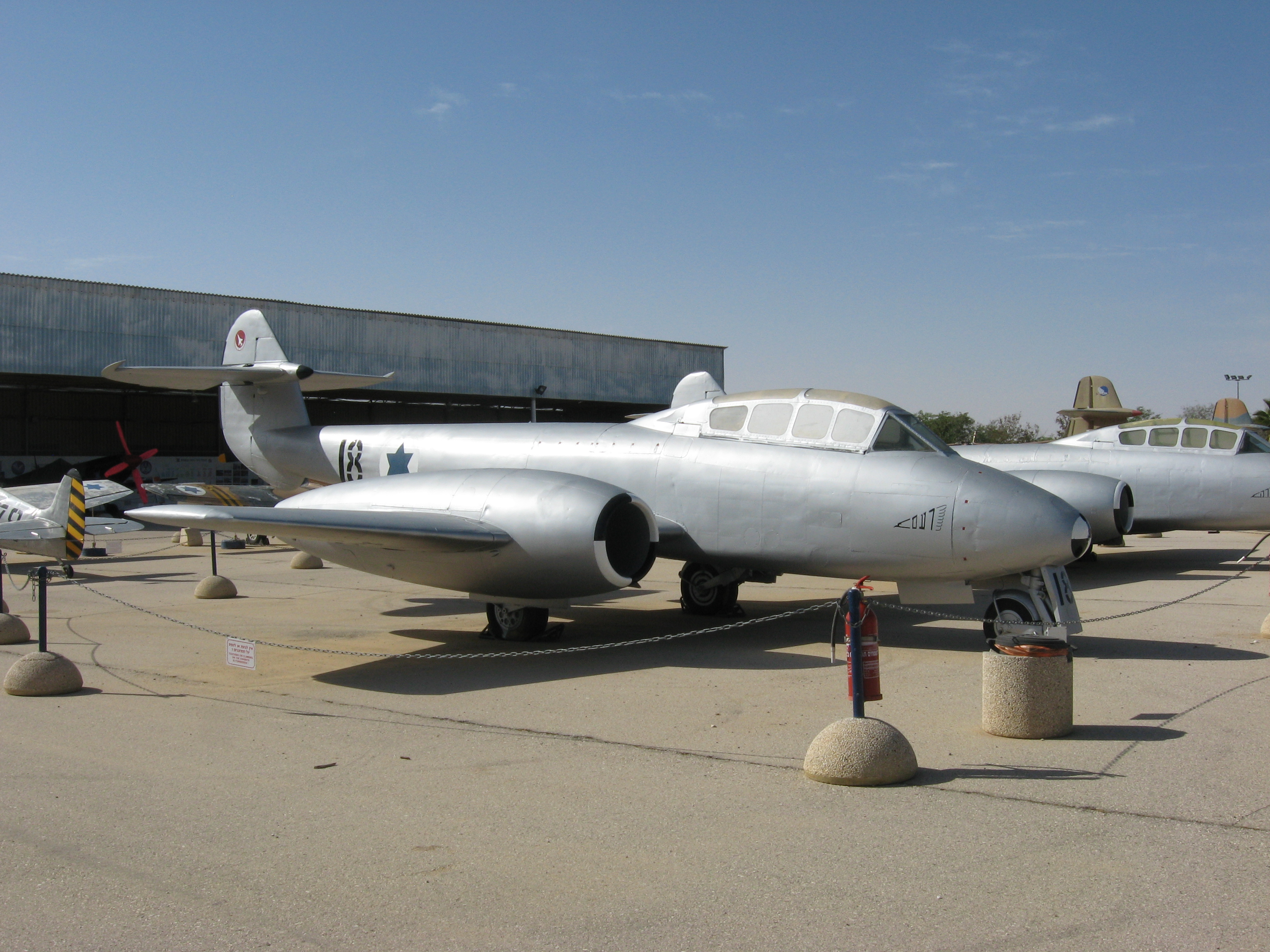
Zweisitzige Gloster Meteor T.7 Jet-Trainer für die 117. Staffel „First Jet“ der IAF-Flugakademie, ab 1953
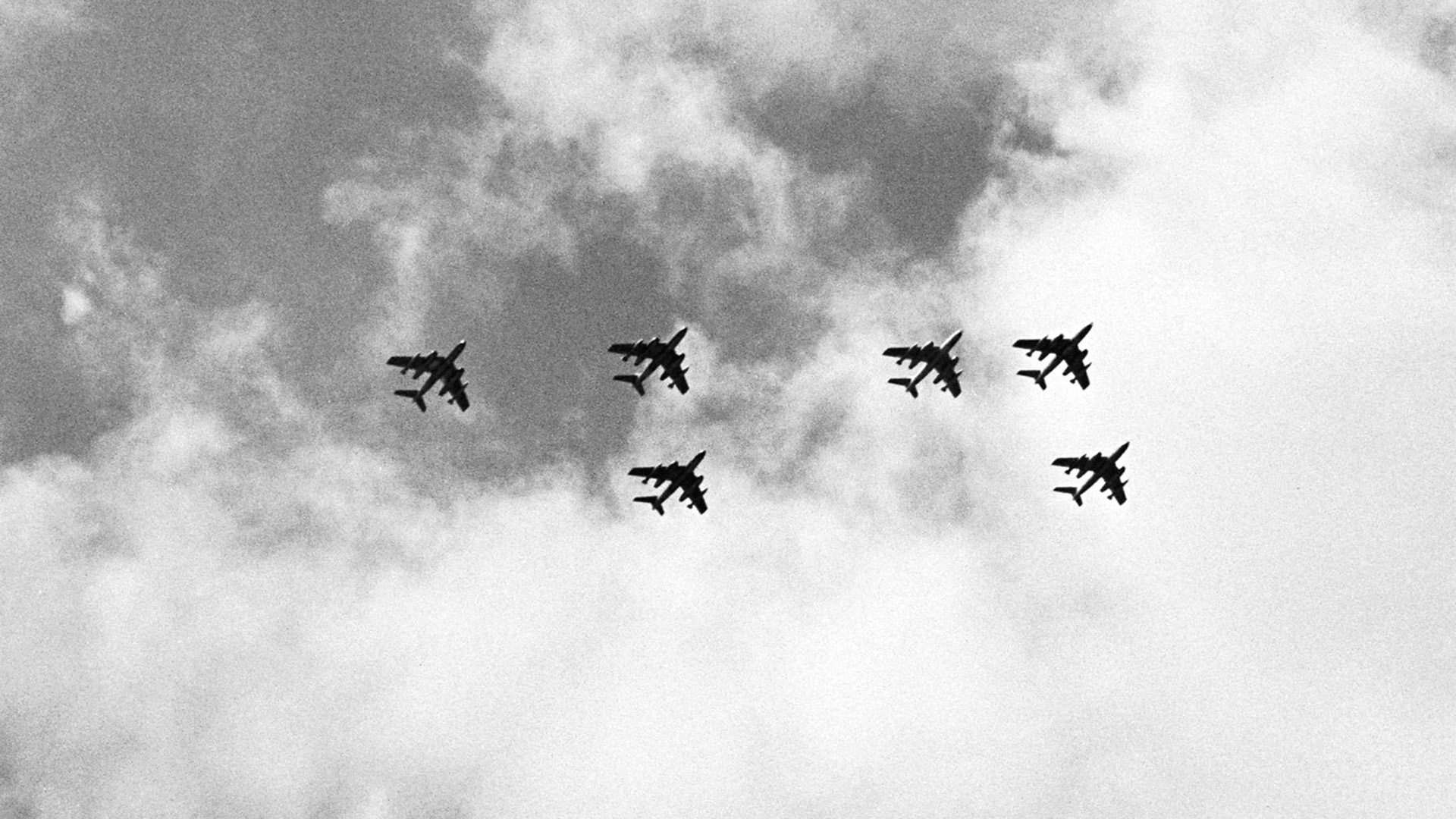
Mehrere SO-4050 Vautour Jets von Ramat David im Formationsflug über Haifa am Unabhängigkeitstag 1963
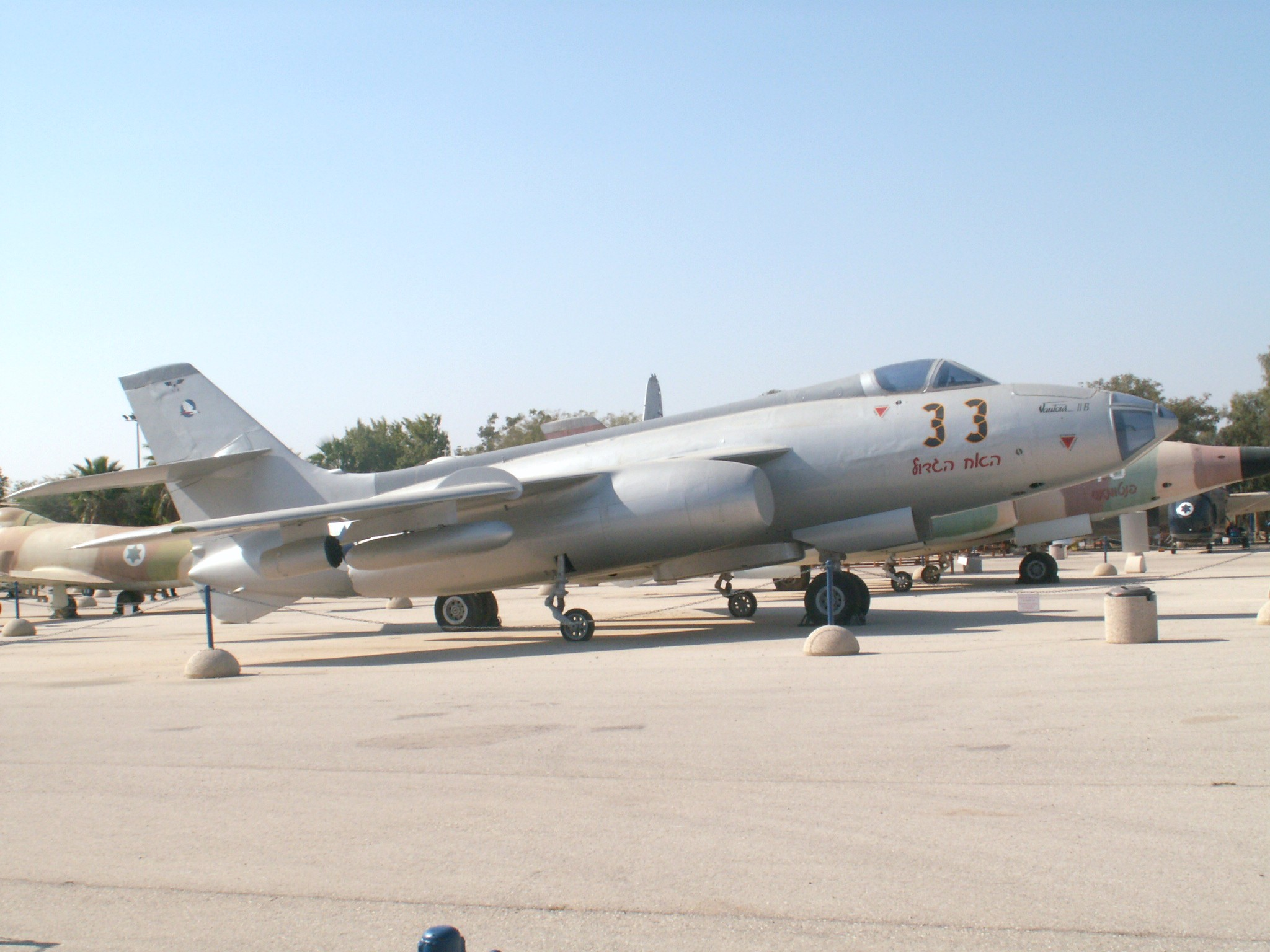
Eine SO-4050 Vautour IIB der 110. Staffel „Knights Of The North“, die auf Ramat David stationiert war
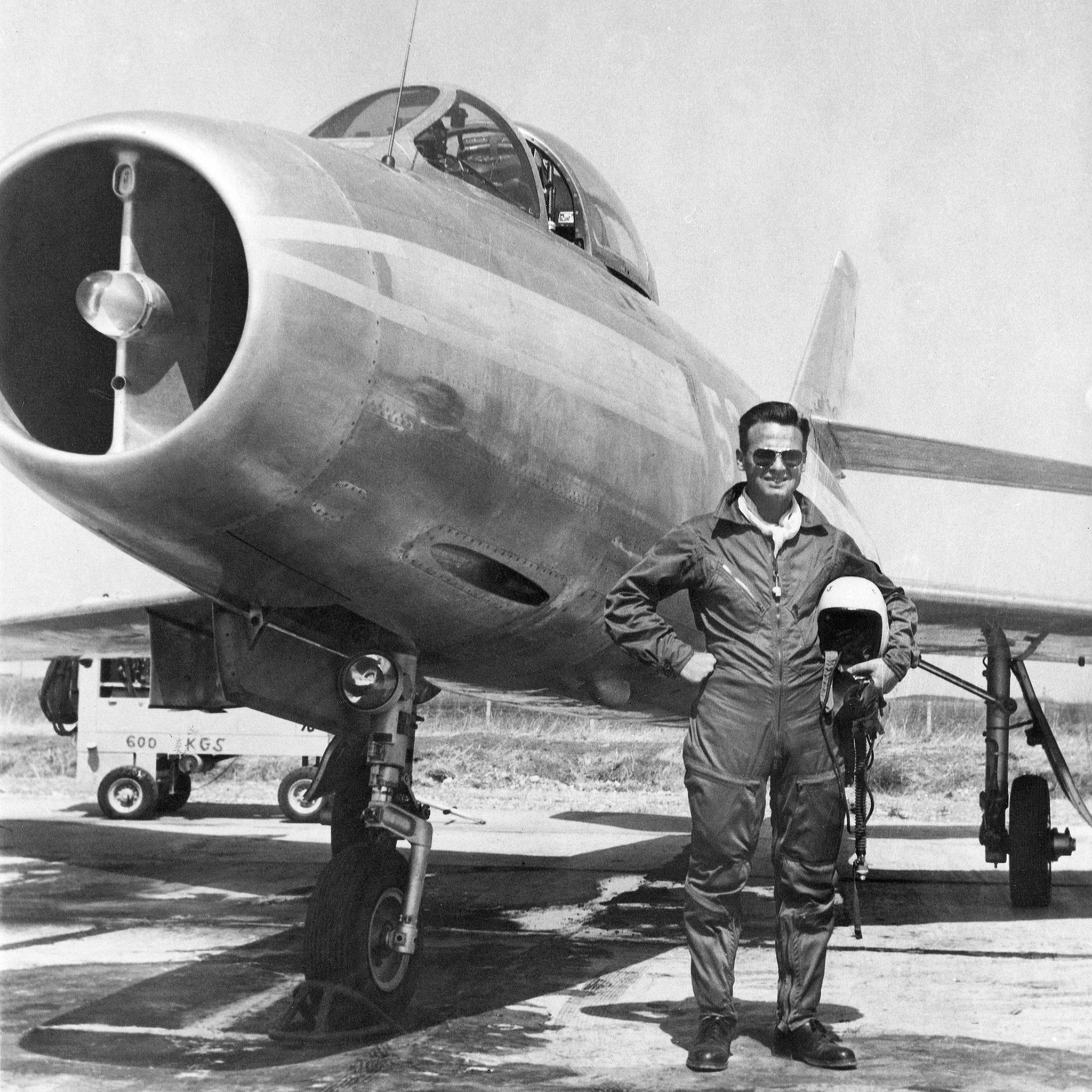
IAF-Testpilot Danny Shapira vor dem neuen Mystère IV A Jet im Juni 1956, auch auf Ramat David stationiert
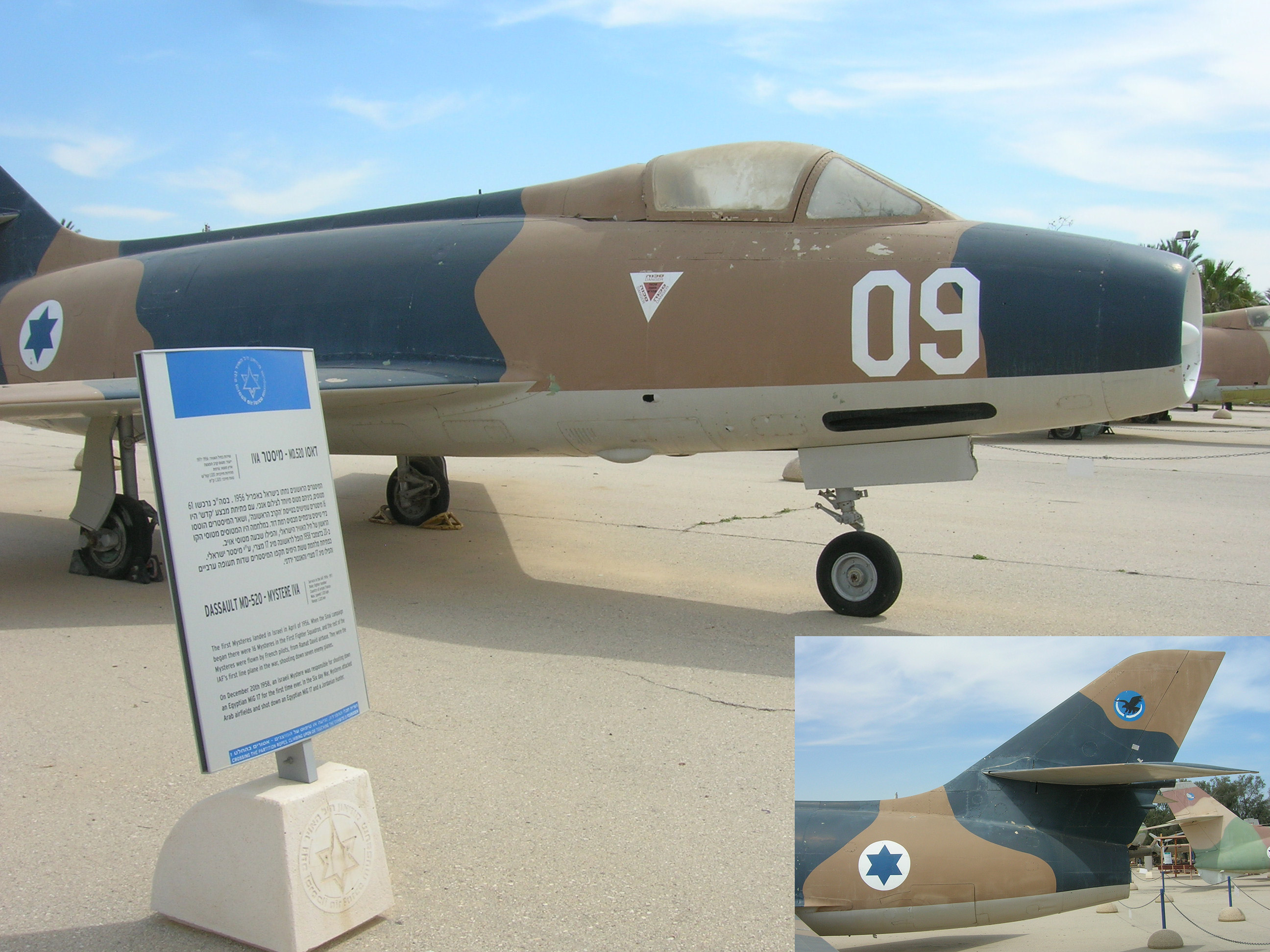
Ein Mystère IV A Jet der 109. Staffel „The Valley“, die damals wie heute auf Ramat David beheimatet ist
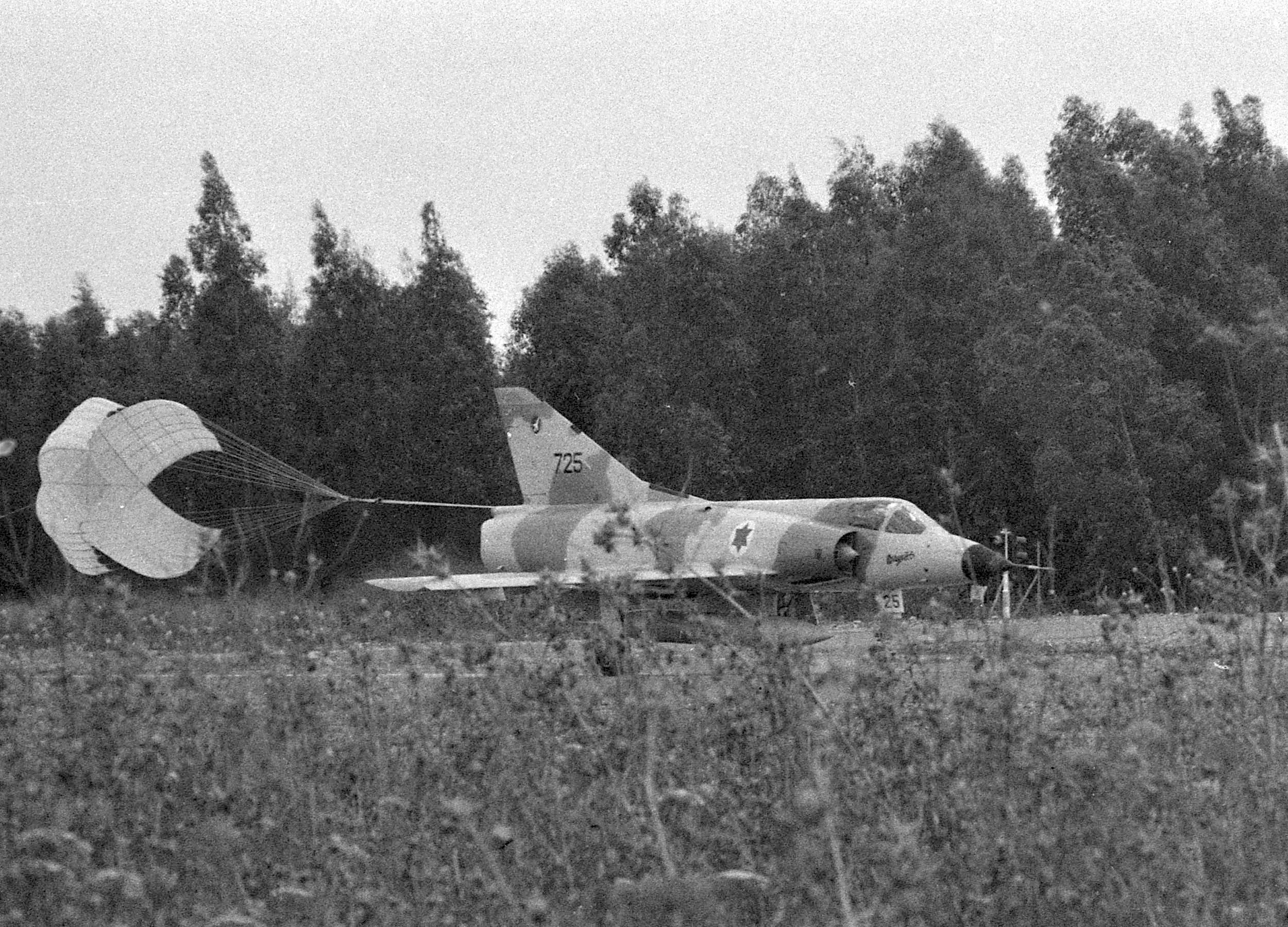
Eine Dassault Mirage IIICJ Shahak der 117. Staffel „First Jet“ landet 1970 auf ihrem Stützpunkt Ramat David
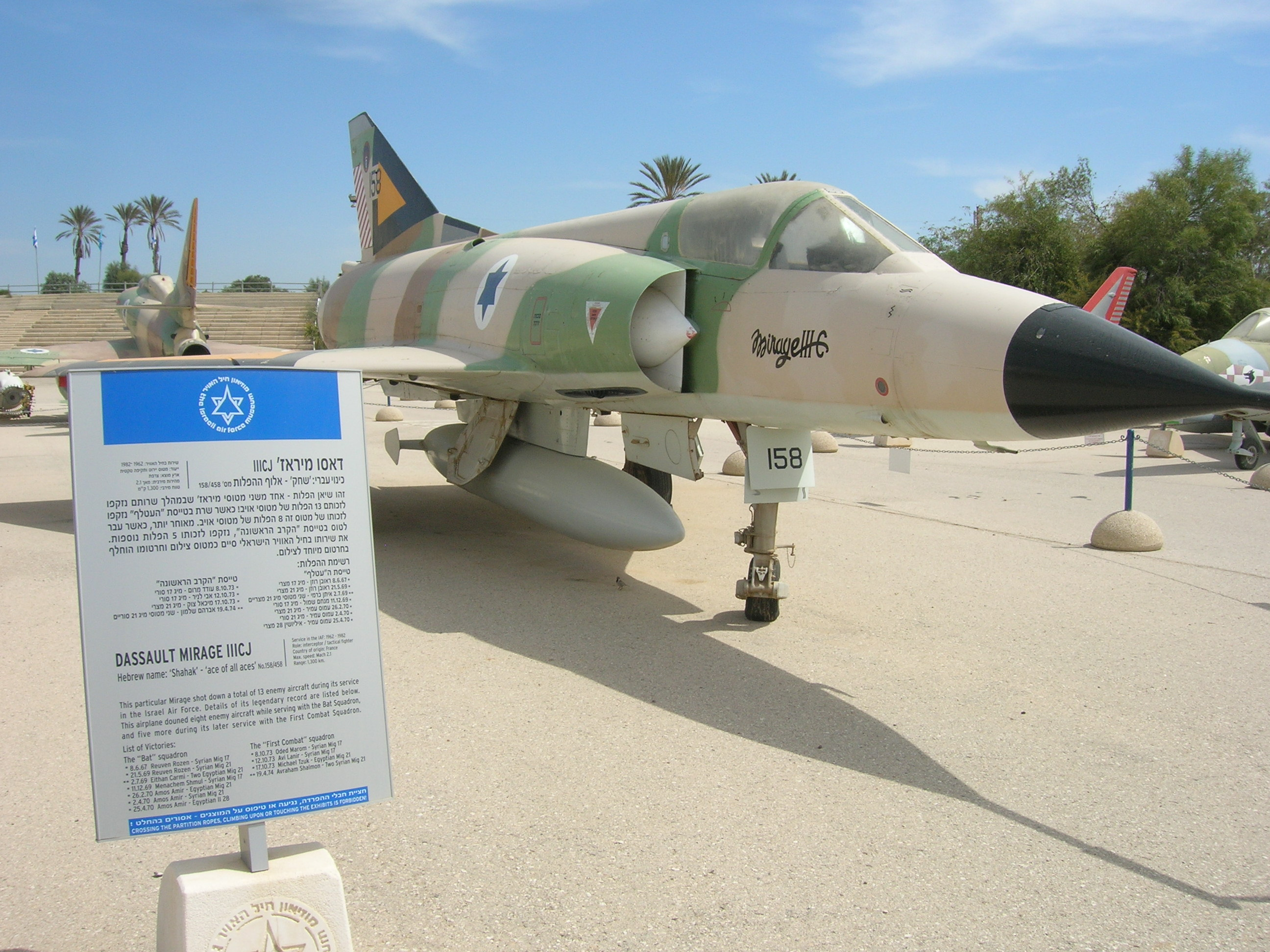
Eine Dassault Mirage IIICJ Shahak der 101. Staffel „First Fighter“, auch stationiert auf Ramat David
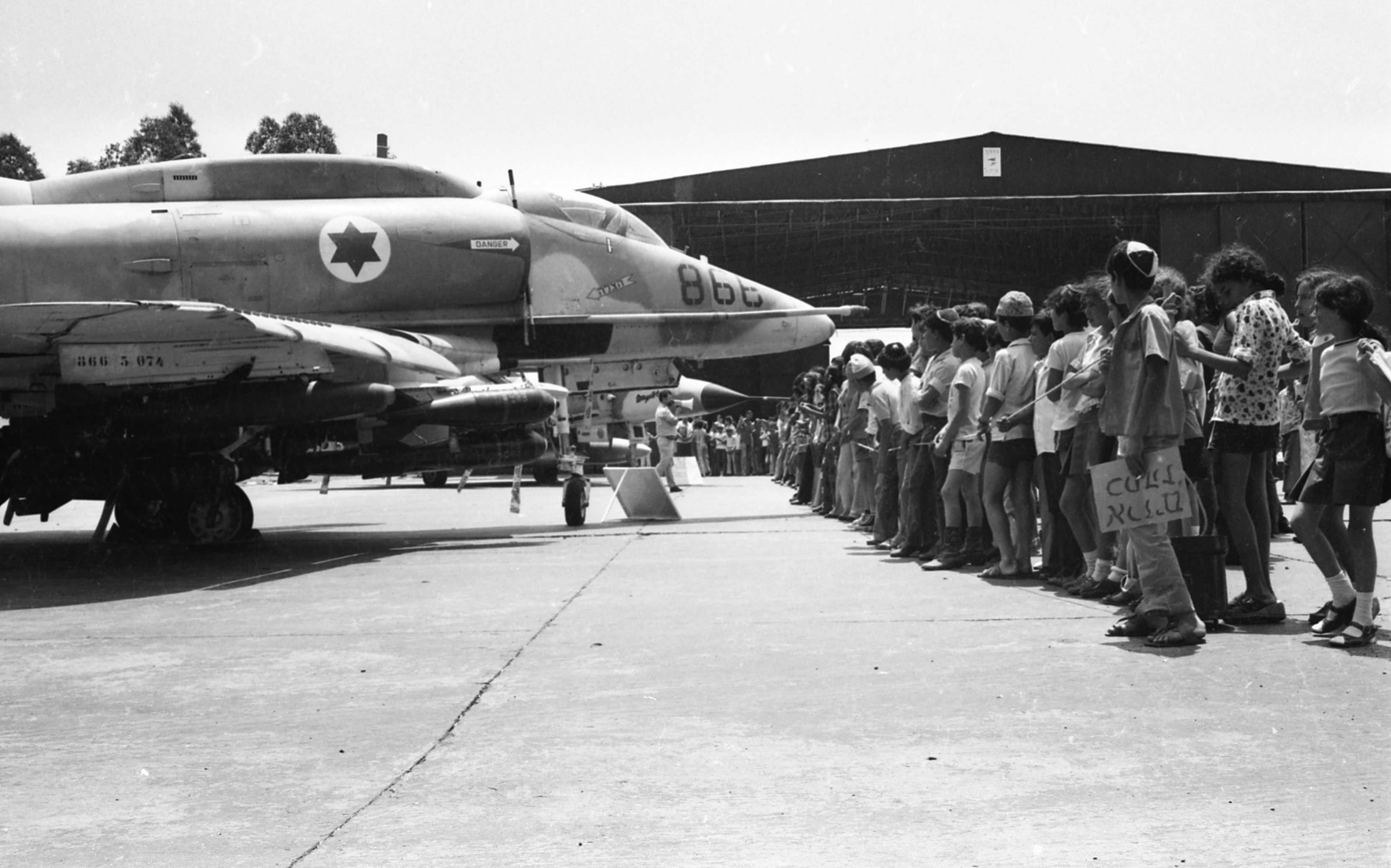
A-4N Skyhawk Ayit der 110. Staffel „Knights Of The North“ auf Ramat David, nach Maʿalot-Massaker 1974
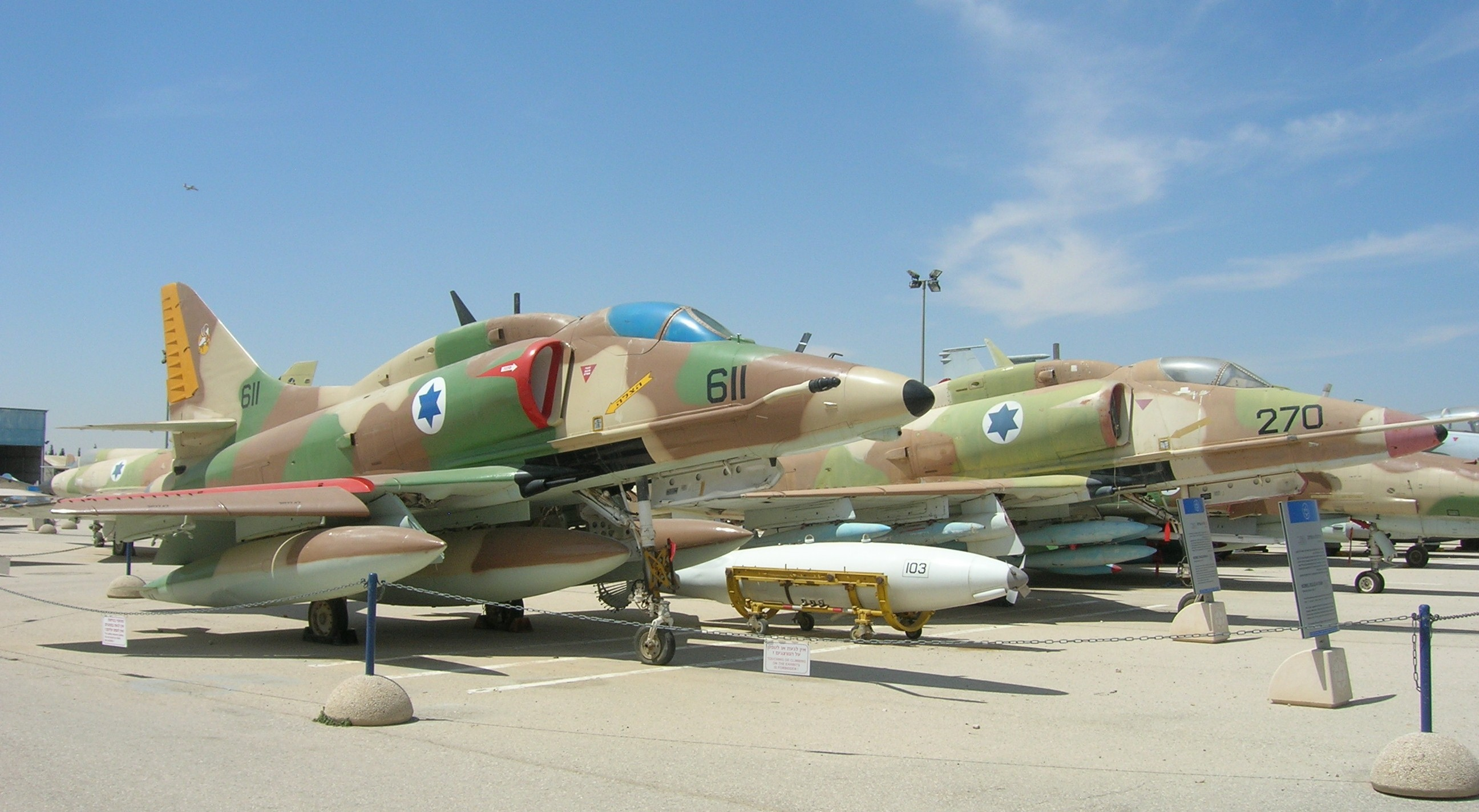
Zwei A-4 Skyhawk Ayit, A-4N und A-4H (v. l.), 147. Staffel „Goring Ram“, auch auf Ramat David stationiert
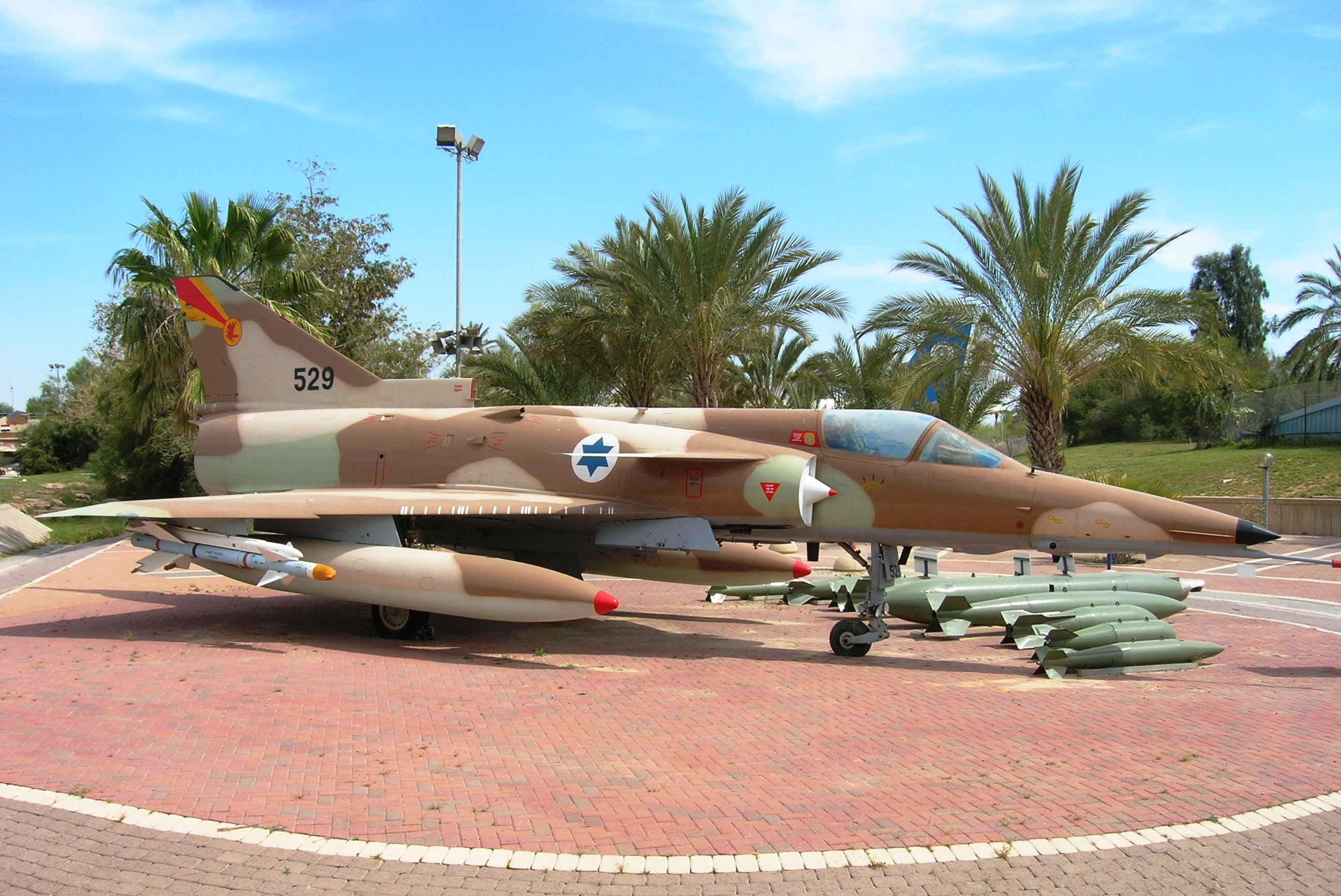
Eine in Israel gebaute IAI Kfir C.7 der 144. Staffel „Phoenix“ mit Waffen, auch auf Ramat David stationiert
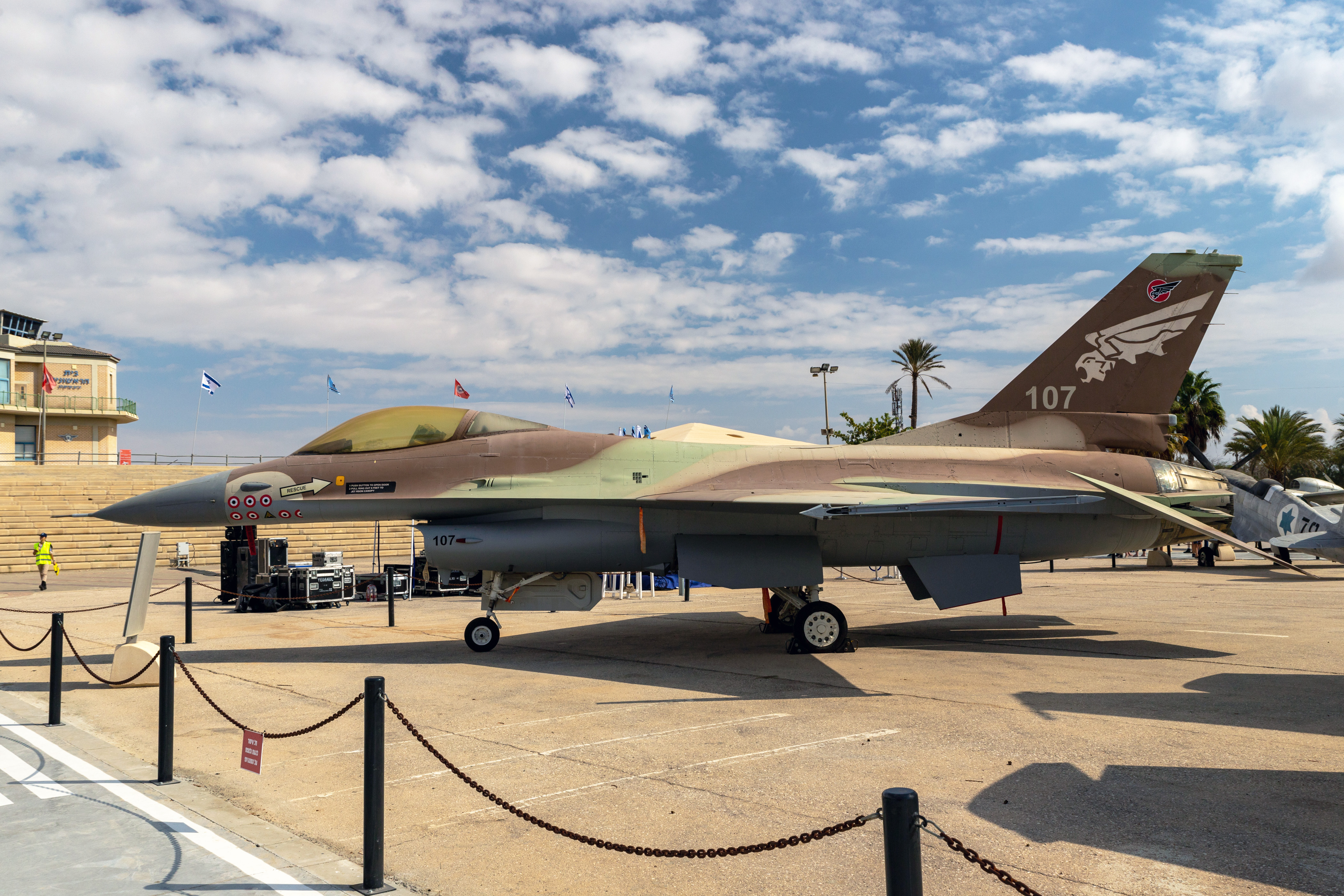
Eine F-16A Netz der 116. Staffel „Defenders Of The South“, auch auf Ramat David stationiert

#### Unterirdische Hangars
Die Kampfjets auf Ramat David sind in großflächigen unterirdischen Hangarsystemen und Schutzräumen untergebracht, in denen sie nach jeder Landung wieder verschwinden und die mehrere Ein- und Ausgänge besitzen. Dies dient dem Schutz vor Raketen und entzieht sie gleichzeitig den Blicken und der genauen Lokalisierung. Syrien und der Libanon sind nur 50 bis 60 Kilometer entfernt, von wo aus immer wieder Raketen auf Nordisrael abgeschossen werden. Im Jom-Kippur-Krieg 1973 war dieser Flugplatz der einzige, auf dem Raketen einschlugen und nicht nur Einrichtungen zerstörten, sondern auch Opfer forderten.

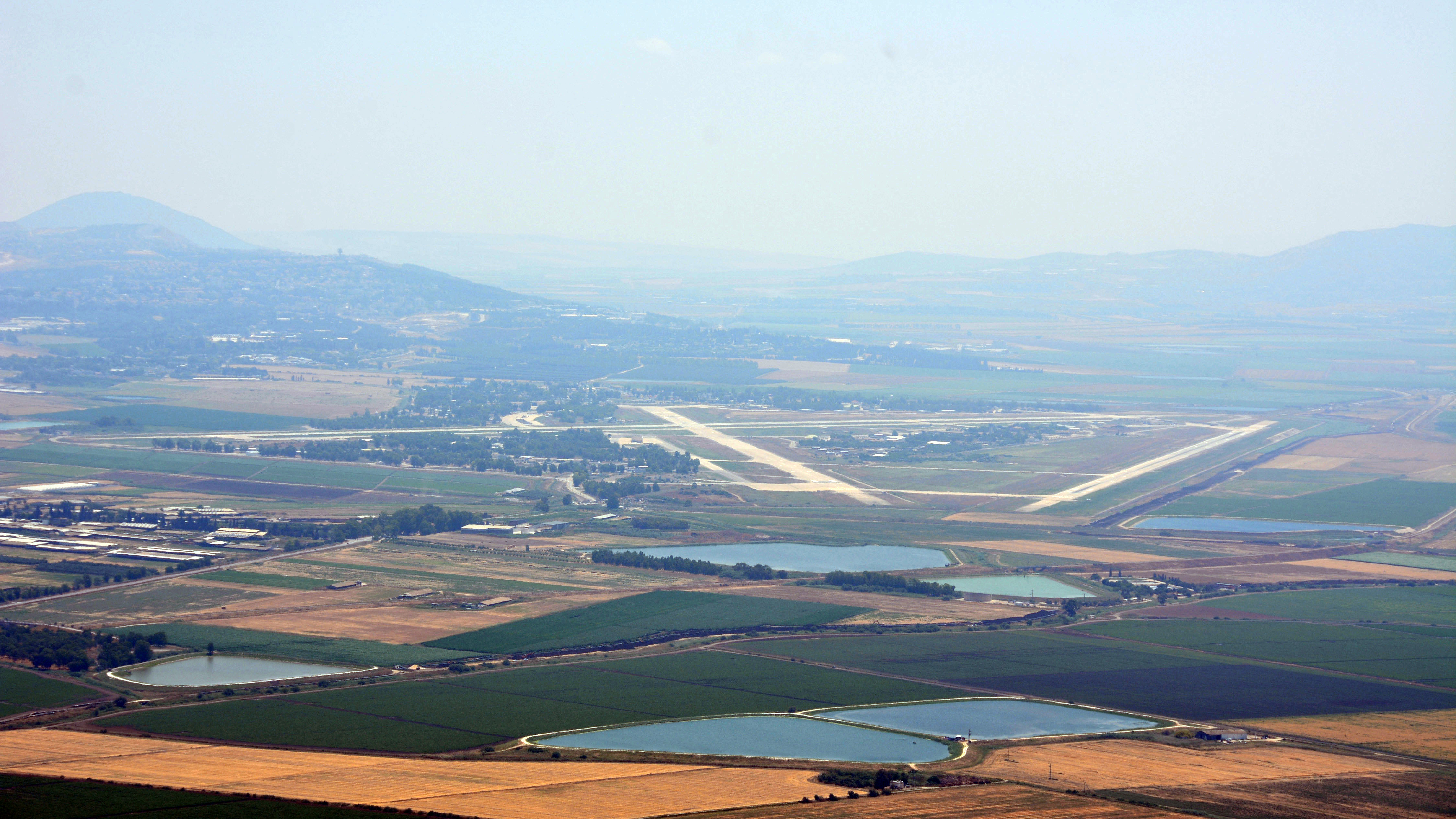
Die Ramat David Airbase vom Berg Karmel aus gesehen, Blickrichtung Ostsüdost, Juni 2019
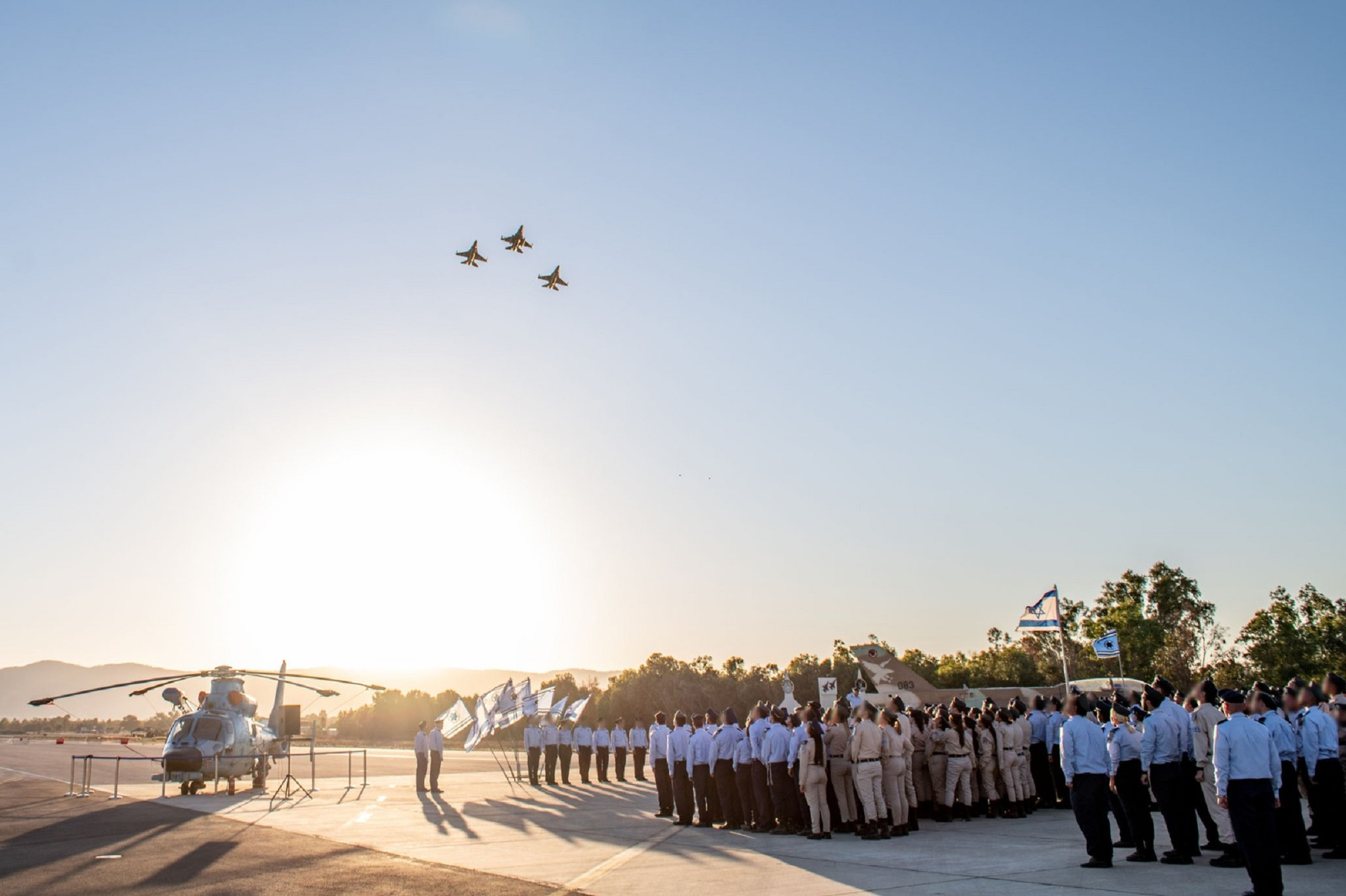
Zeremonie zum Kommandowechsel auf der Ramat David Airbase im Juli 2022
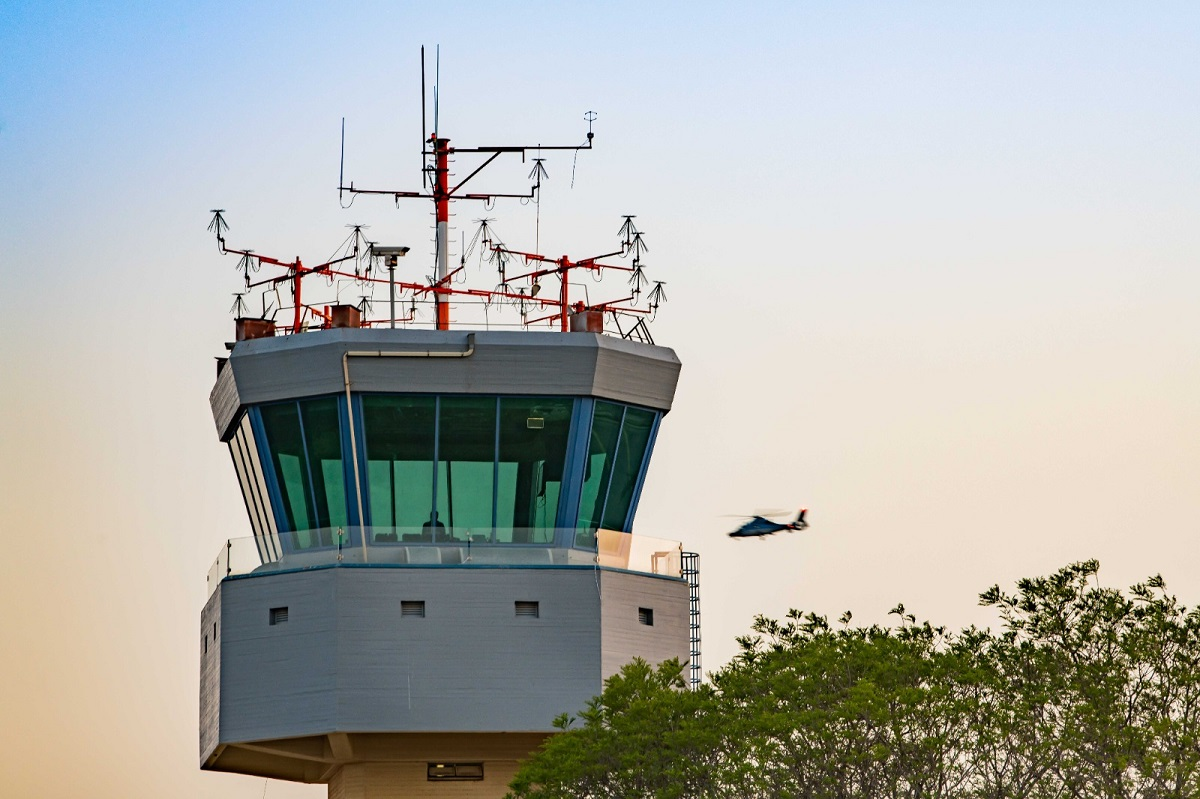
Der Tower der Ramat David Airbase im August 2023, AS 565 Panther Atalef im Vorbeiflug
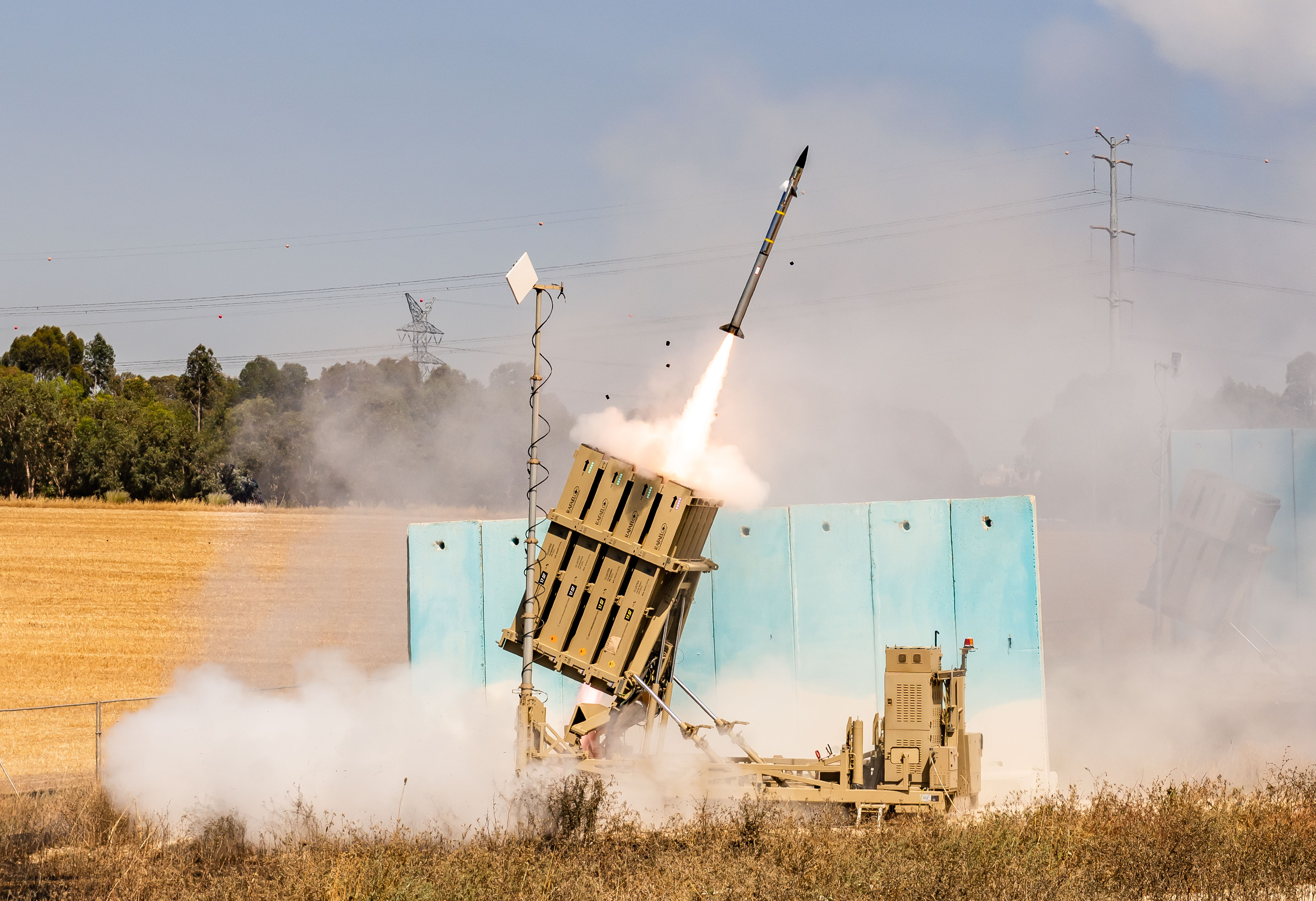
Das auch auf der Airbase stationierte Iron Dome Abwehrsystem soll vor Raketen der Hisbollah schützen

#### Angriffe der Hisbollah
Am 22. August und 22. September 2024 schoss die Terrororganisation Hisbollah aus dem Libanon zahlreiche Raketen auf die Basis ab, es wurde jedoch kein ernsthafter Treffer gemeldet. Ein dort stationiertes Iron Dome Abwehrsystem (siehe Foto oberhalb) hatte wohl die meisten anfliegenden Raketen abgefangen. Zuvor hatte die Hisbollah ein Video veröffentlicht, das den Stützpunkt mehrere Minuten lang aus der Luft zeigt und von einer ihrer Drohnen aufgenommen wurde. Dabei wurden zahlreiche Einrichtungen und Gebäude auf ihm benannt. Auf dem Video konnte man auch einige Apache Angriffs-Hubschrauber vom Militärflugplatz Ramon erkennen, die vorübergehend auf Ramat David stationiert waren, um an Militäroperationen im Libanon gegen die Hisbollah teilzunehmen.

## Gegenwart

### F-16-Kampfjets
Anfang Oktober 2020 wurde im Rahmen eines Effizienzprogramms der IAF die traditionsreiche 117. Staffel „First Jet“ mit F-16-Kampfjets auf Ramat David aufgelöst und die meisten Jets und Piloten anderen Einheiten zugeteilt. Sie war seit 1953 bei allen Kriegen des Landes dabei und unter anderem an der Zerstörung des irakischen Atomreaktors 1981 beteiligt gewesen. Im Juli 2021 wurde die Staffel auf dem Militärflugplatz Nevatim mit neuen F-35I-Jets wiedereröffnet.
Ab März 2021 wurden die beiden F-16-Staffeln 101 „First Fighter“ und 105 „Scorpion“ vom Militärflugplatz Chazor schrittweise hierher verlegt, damit alle verbleibenden F-16C/D-Jets Barak unter einem Dach zusammengefasst sind. Sie schlossen sich der ebenfalls aus F-16D-Maschinen bestehenden 109. Staffel „The Valley“ auf Ramat David an. Einige weitere F-16C-Jets gab es nur in der Aggressor-Trainingsstaffel „Flying Dragon“ auf dem Militärflugplatz Ovda, die aber im Mai 2025 stillgelegt wurde. Auf dem Militärflugplatz Ramon sind ferner drei Staffeln mit der an israelische Bedürfnisse angepassten F-16I Sufa stationiert sowie eine weitere Staffel auf dem Militärflugplatz Chazerim.

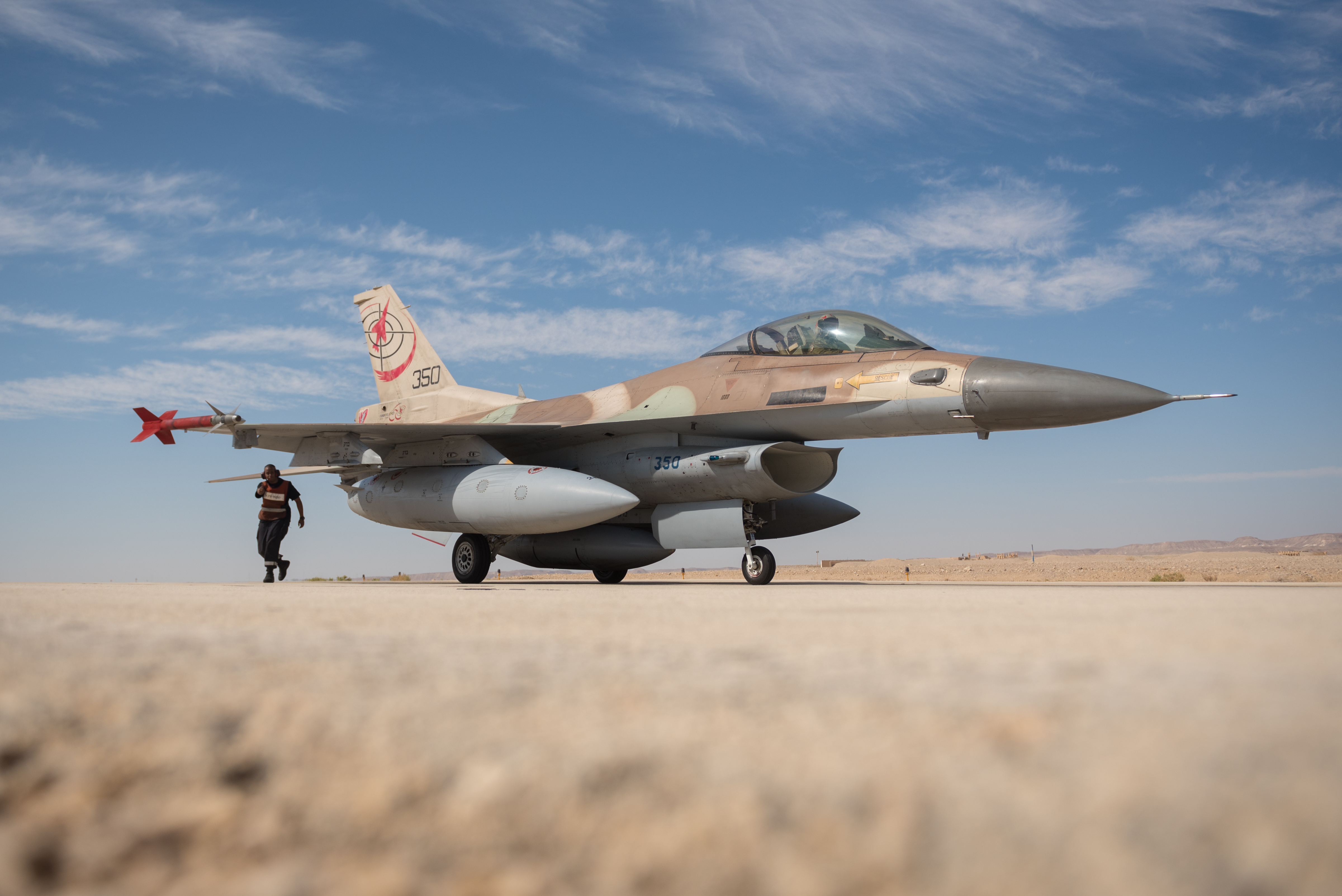
Eine F-16C Barak der 2020 auf Ramat David aufgelösten 117. Staffel „First Jet“
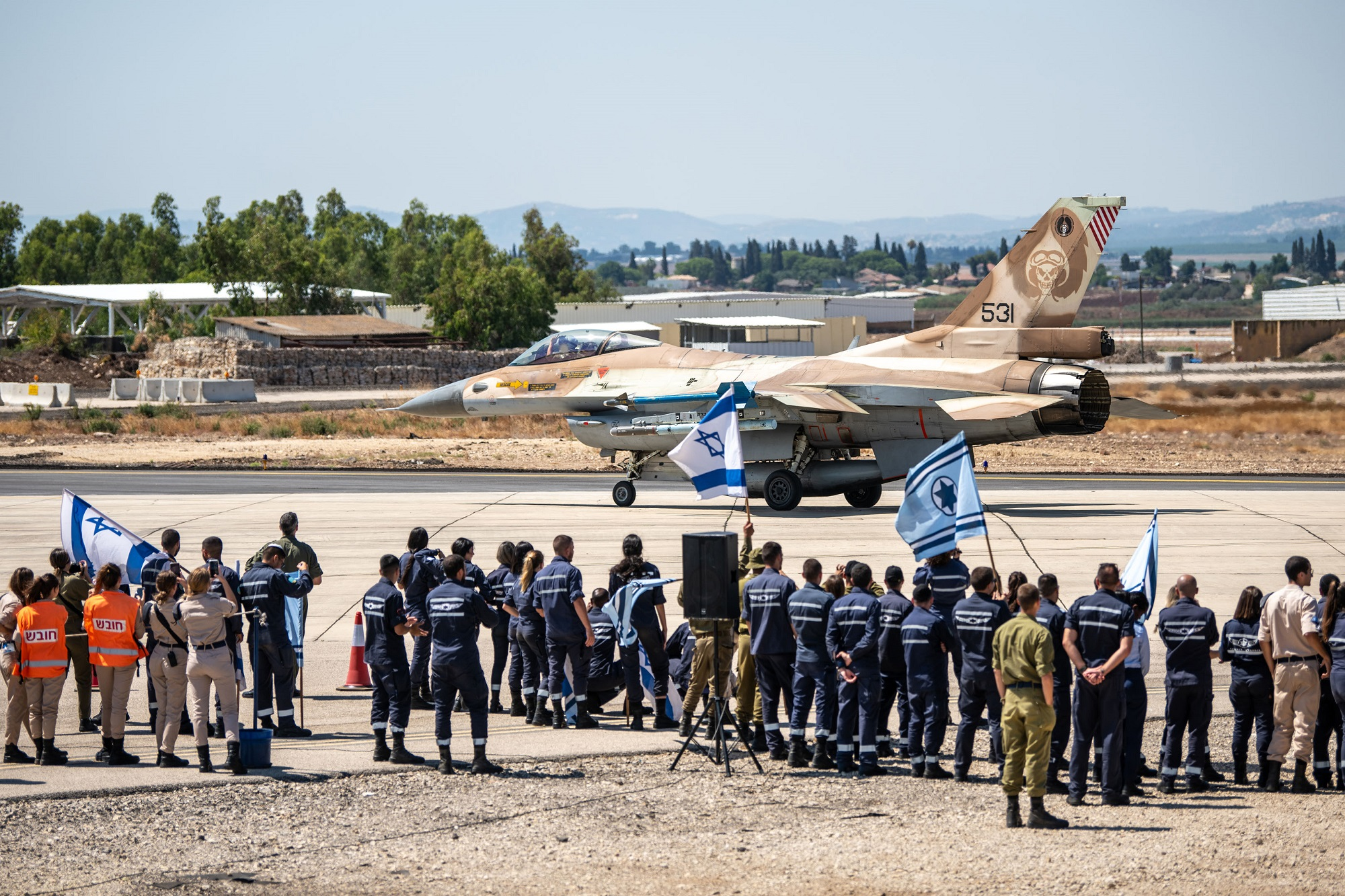
Umzug der 101. Staffel „First Fighter“ von der Chazor Airbase nach Ramat David ab März 2021
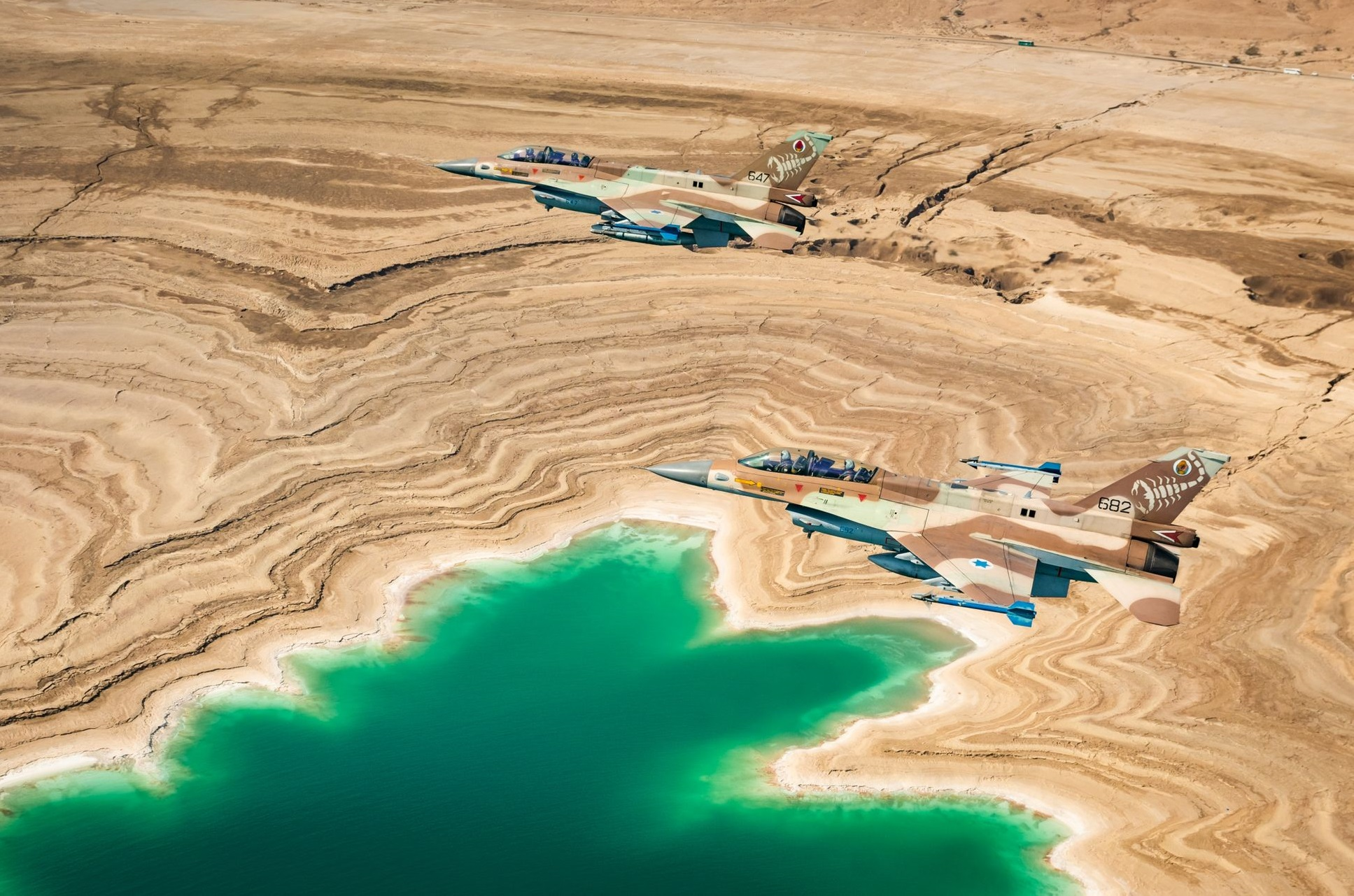
Zwei F-16D Barak der 105. Staffel „Scorpion“ über dem Toten Meer im Oktober 2022
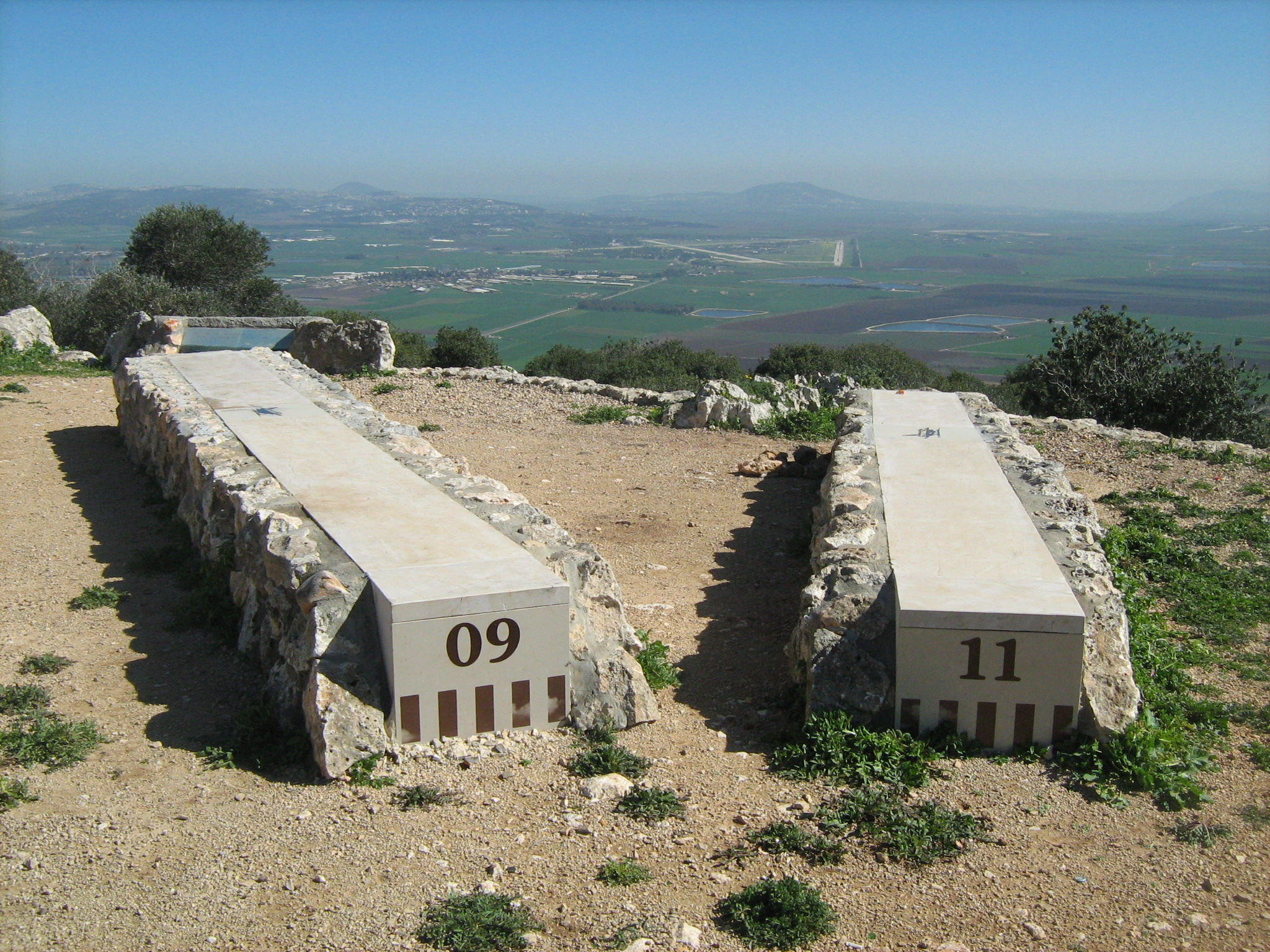
Ausblick vom 109 Squadron Lookout in die Jesreelebene mit der Airbase (die F-16-Staffel „The Valley“)

Im Dezember 2024 wurde auf Ramat David die erste ultra-orthodoxe Technikereinheit der IAF ins Leben gerufen, nachdem zuvor 26 sogenannte Haredim ihre Ausbildung abgeschlossen hatten. Sie werden für die 105. Staffel „Scorpion“ mit F-16D-Kampfjets zuständig sein und deren Waffensysteme warten. Ziel dieser Ausbildung sei es, ultra-orthodoxe Juden besser in die Armee zu integrieren. Die Herausforderung bestehe darin, den Soldaten innerhalb der Armee einen religiösen Lebensstil zu ermöglichen. Das beinhalte eine separate Unterbringung, streng-koschere Küche und die Errichtung einer Synagoge auf dem Stützpunkt. Die Luftwaffe nannte die nun abgeschlossene Ausbildung ein „bahnbrechendes Pilotprojekt“.

### Hubschrauber
Die Eurocopter AS 565 Panther Atalef der 193. Staffel „Defenders Of The West“ auf Ramat David dienen als Seeaufklärungs-, Seeüberwachungs- und SAR-Hubschrauber und werden in enger Kooperation mit der Israelischen Marine als Bordhubschrauber auf Schiffen der Sa’ar-5- und Sa’ar-6-Klasse eingesetzt. Diese haben in der 25 Kilometer entfernten Marinebasis Haifa ihren Heimathafen.
Zukünftig werden die Panther durch acht SH-60 Seahawks ersetzt werden, die bereits 2015 von IAF und Navy aus Beständen der US-Navy gekauft worden sind. Sie werden umfangreich umgebaut und mit israelischen Systemen ausgerüstet und sollen ab 2025 einsatzbereit sein.

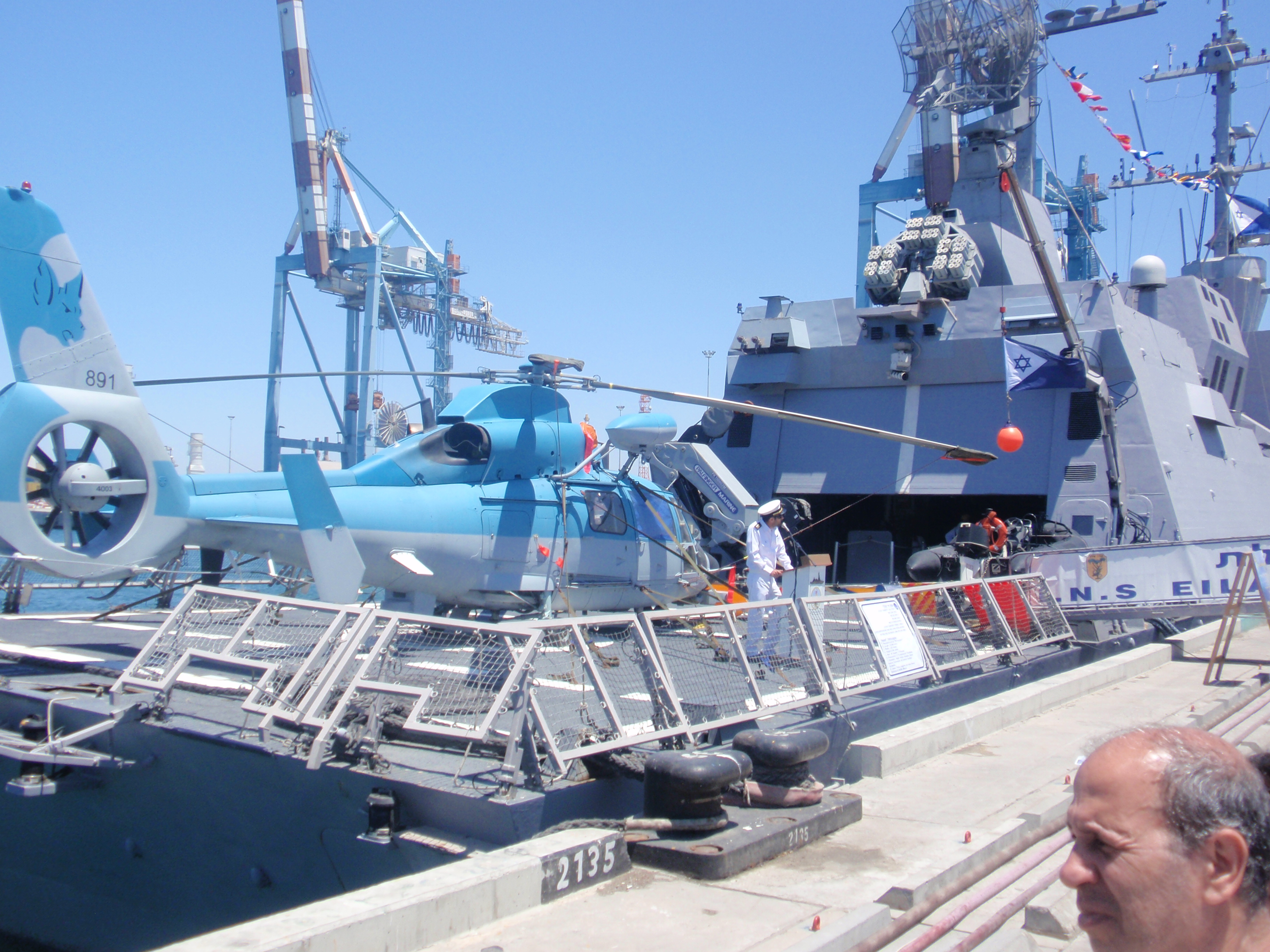
Eine AS 565 Atalef der 193. Staffel als Bordhubschrauber einer Sa’ar-5-Korvette im Jahr 2011
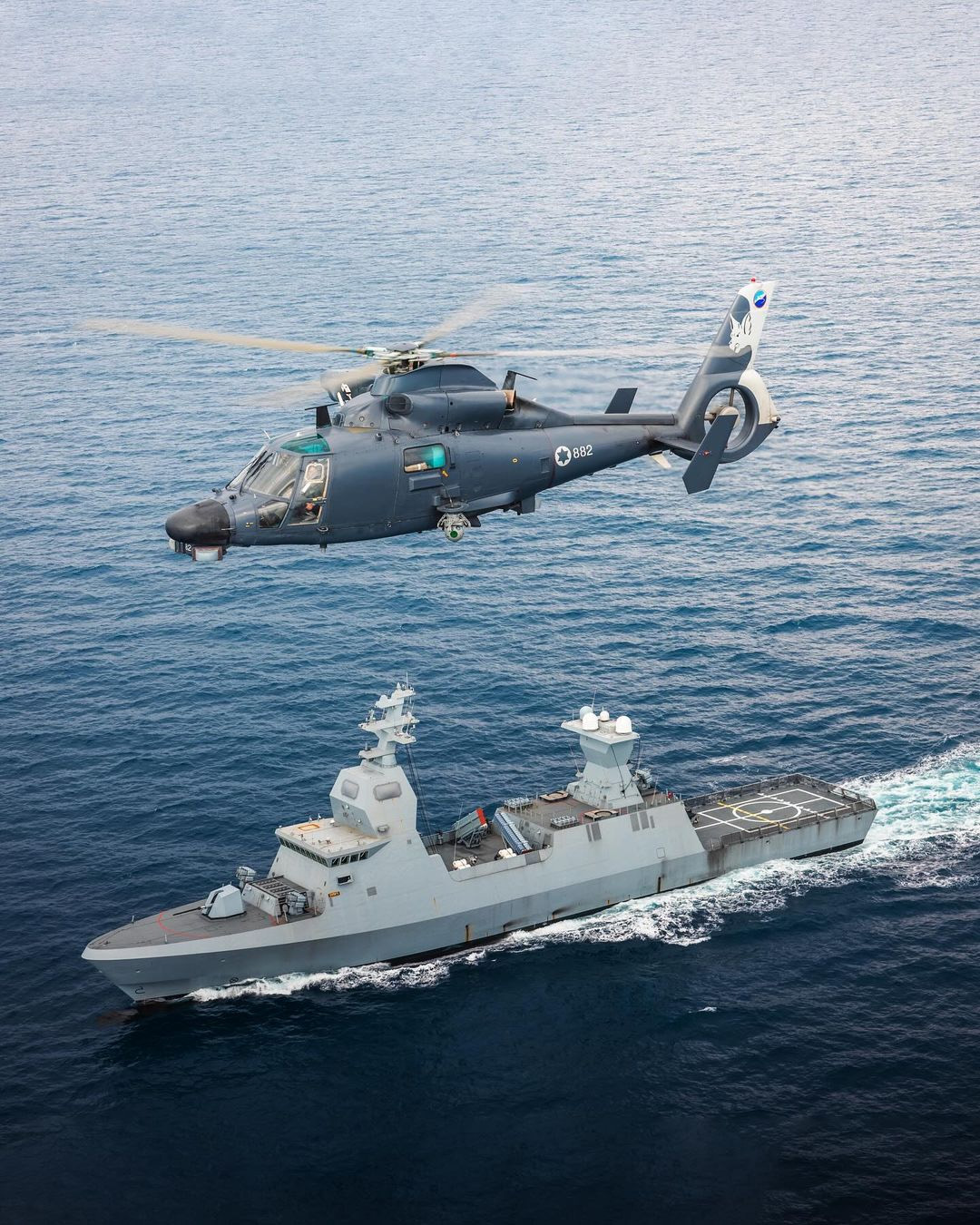
Eine AS 565 Atalef der 193. Staffel fliegt oberhalb ihrer Sa’ar-6-Korvette im Februar 2024
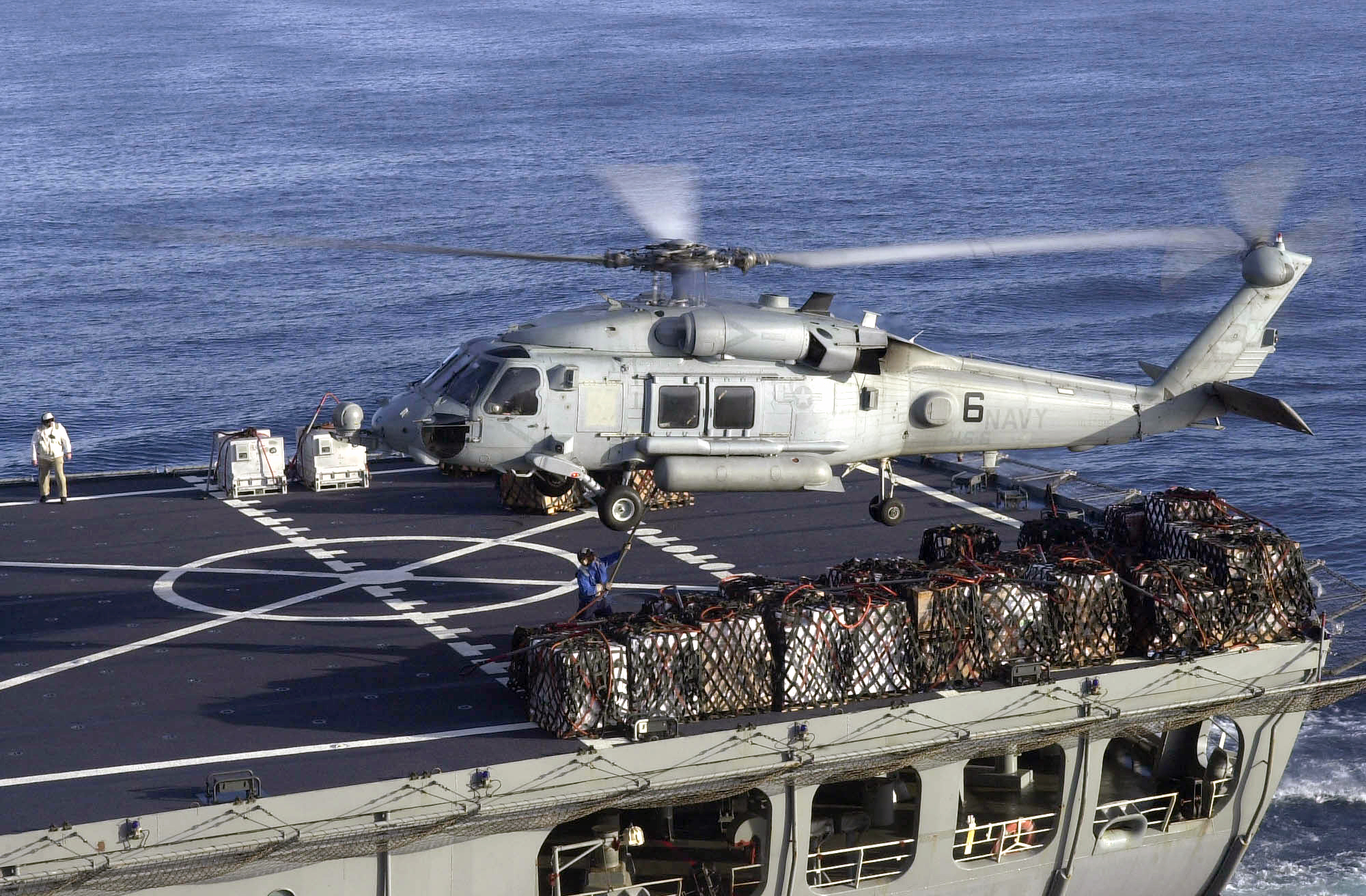
Ab 2025 sollen die AS 565 Atalef durch SH-60 Seahawks ersetzt werden

### Geheime Drohnen
Auf Ramat David befinden sich zwei Staffeln mit noch geheimen Drohnen (UAVs): die 157. Staffel „In The Valley“ und die 160. Staffel „Shadow Hunter“ (siehe unter Einheiten). Man geht davon aus, dass der Grund der Geheimhaltung die Tarnkappen-Eigenschaften (Stealth) der Drohnen sind. Da andere Länder schon seit längerem solche Stealth-UAVs besitzen, ist auch davon auszugehen, dass Israel – ein führender Hersteller von Drohnen – ebenso derartige Luftfahrzeuge besitzt, aber ihr Aussehen möglichst lange geheim halten will. Große Drohnen können außerdem mindestens 24 Stunden am Stück in der Luft bleiben, sodass sie auch über längere Zeit ein Gebiet ohne Unterbrechung und unerkannt überwachen können. Auch der gesamte Iran wäre für sie somit erreichbar.

## Internationaler Flughafen
Da der Flughafen Ben Gurion südöstlich von Tel Aviv-Jaffa schon seit geraumer Zeit an seine Kapazitätsgrenzen stößt, gibt es seit 2014 Überlegungen, Ramat David in einen weiteren internationalen Großflughafen umzuwandeln und auszubauen. Im Jahr 2019 ist zwar der neue Flughafen Ramon nördlich von Eilat in Betrieb gegangen, dieser brachte aber verständlicherweise keine Entlastung für den Flughafen Ben Gurion. Auch der Militärflugplatz Nevatim östlich von Be’er Scheva ist für einen zivilen Ausbau im Gespräch. Man könnte diesen dual, d. h. militärisch und zivil nutzen, wie es zuvor schon über 30 Jahre lang mit dem Militärflugplatz Ovda gemacht wurde. Die IAF ist strikt gegen den zuletzt genannten Vorschlag.
Zwischenzeitlich schien die zivile Umwandlung von Ramat David wieder vom Tisch zu sein, da die lokalen Widerstände dagegen zu groß sind, weil vermeintlich noch mehr Fluglärm im Jesreel-Tal entstehen würde. Im Jahr 2021 war die Politik der Regierung, dass sowohl bei Haifa im Norden als auch bei Be’er Scheva im Süden zwei kleine bis mittelgroße internationale Flughäfen entstehen sollen. Nach der Vorstellung einer umfangreichen Studie und Prüfung im Jahr 2023 steht aber Ramat David wieder an erster Stelle für einen Großflughafen. Man kann davon ausgehen, dass beide Regionen in absehbarer Zeit einen Flughafen zur internationalen Anbindung erhalten werden.
Im Juli 2025 hatte der Nationale Planungs- und Baurat Israels eine Prüfung der Förderung von Plänen für zwei internationale Flughäfen in Ramat David und Ziklag (15 Kilometer nordwestlich von Beʾer Scheva) genehmigt, mit Umweltanpassungen, einer Überprüfung von Sicherheitsaspekten und dem Umgang mit bestehenden baulichen Einschränkungen.

## Einheiten
- 101. Staffel „First Fighter“ – F-16C Barak Kampfflugzeuge[24][25][26]
- 105. Staffel „Scorpion“ – F-16D Barak Kampfflugzeuge[27]
- 109. Staffel „The Valley“ – F-16D Barak Kampfflugzeuge[28]
- 157. Staffel „In The Valley“ – geheime Drohnen für elektronische Kampfführung[29][30]
- 160. Staffel „Shadow Hunter“ – noch geheime Drohnen, wurde 2020 wiedereröffnet[31][32]
- 193. Staffel „Defenders Of The West“ – Eurocopter AS 565 Panther Atalef Seeaufklärungs-Hubschrauber[15]

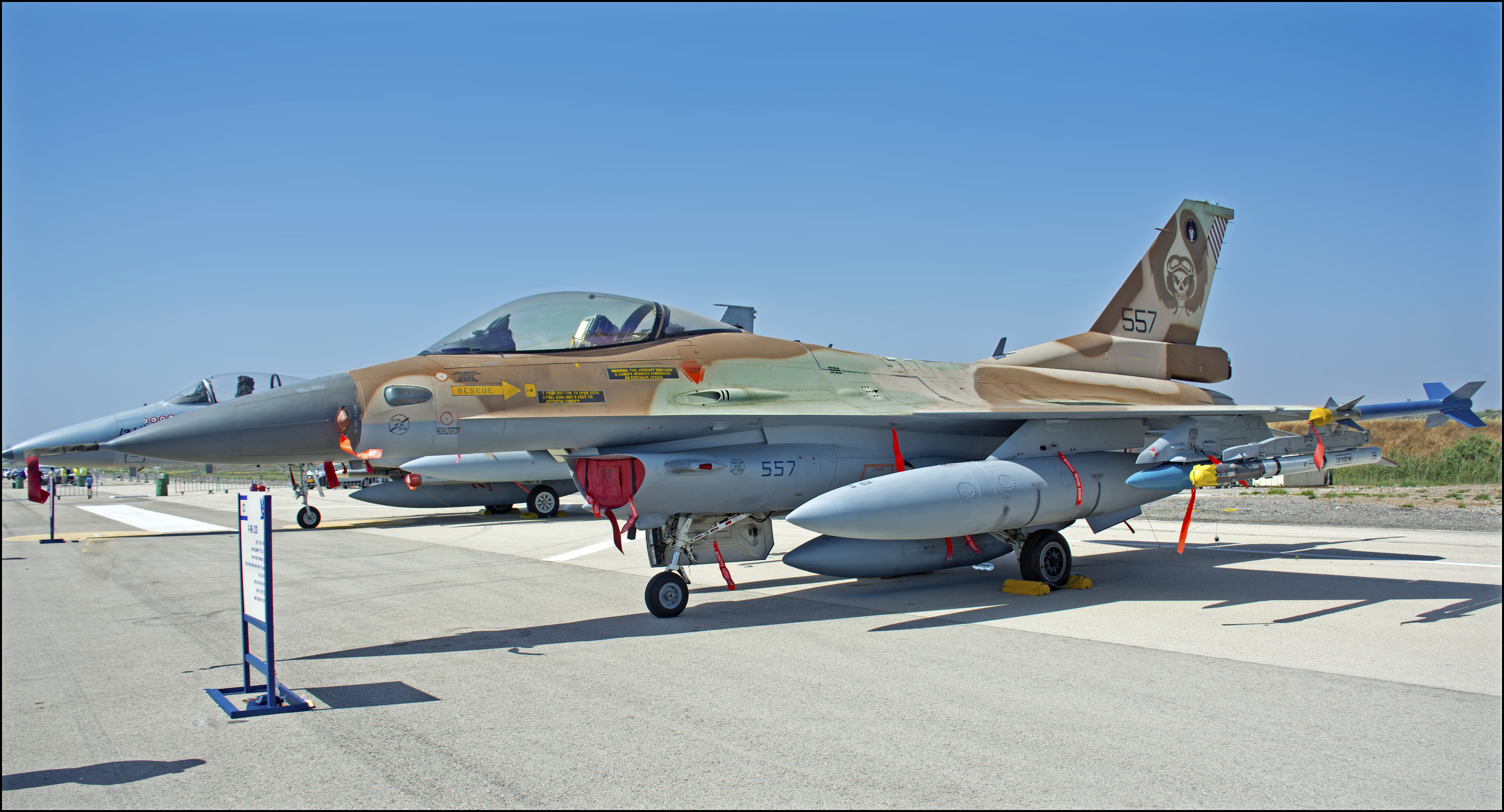
Eine F-16C Barak der 101. Staffel „First Fighter“ im Mai 2017, stationiert seit Mitte 2021 auf Ramat David
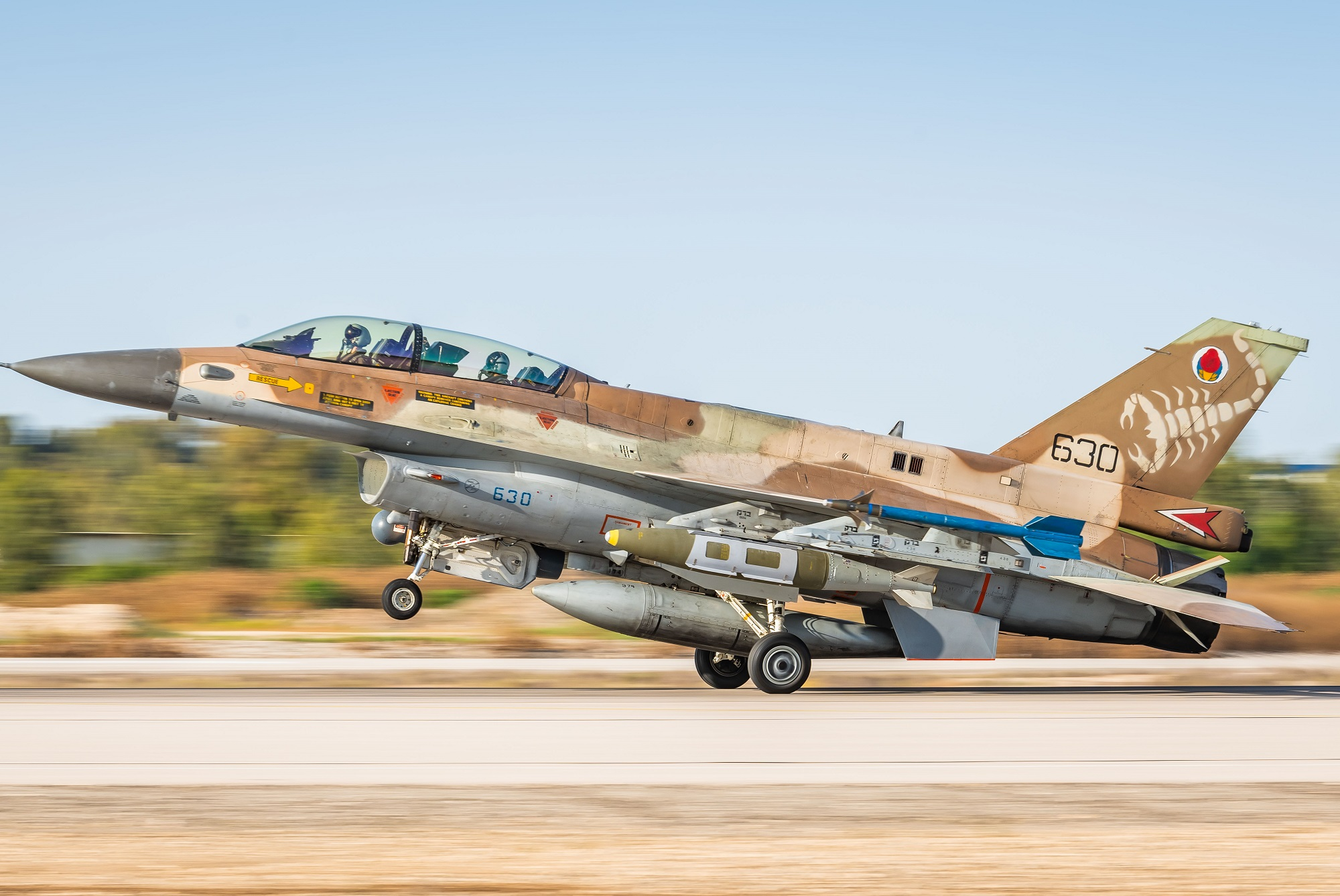
Eine startende F-16D Barak der 105. Staffel „Scorpion“ im Mai 2021, stationiert auf Ramat David
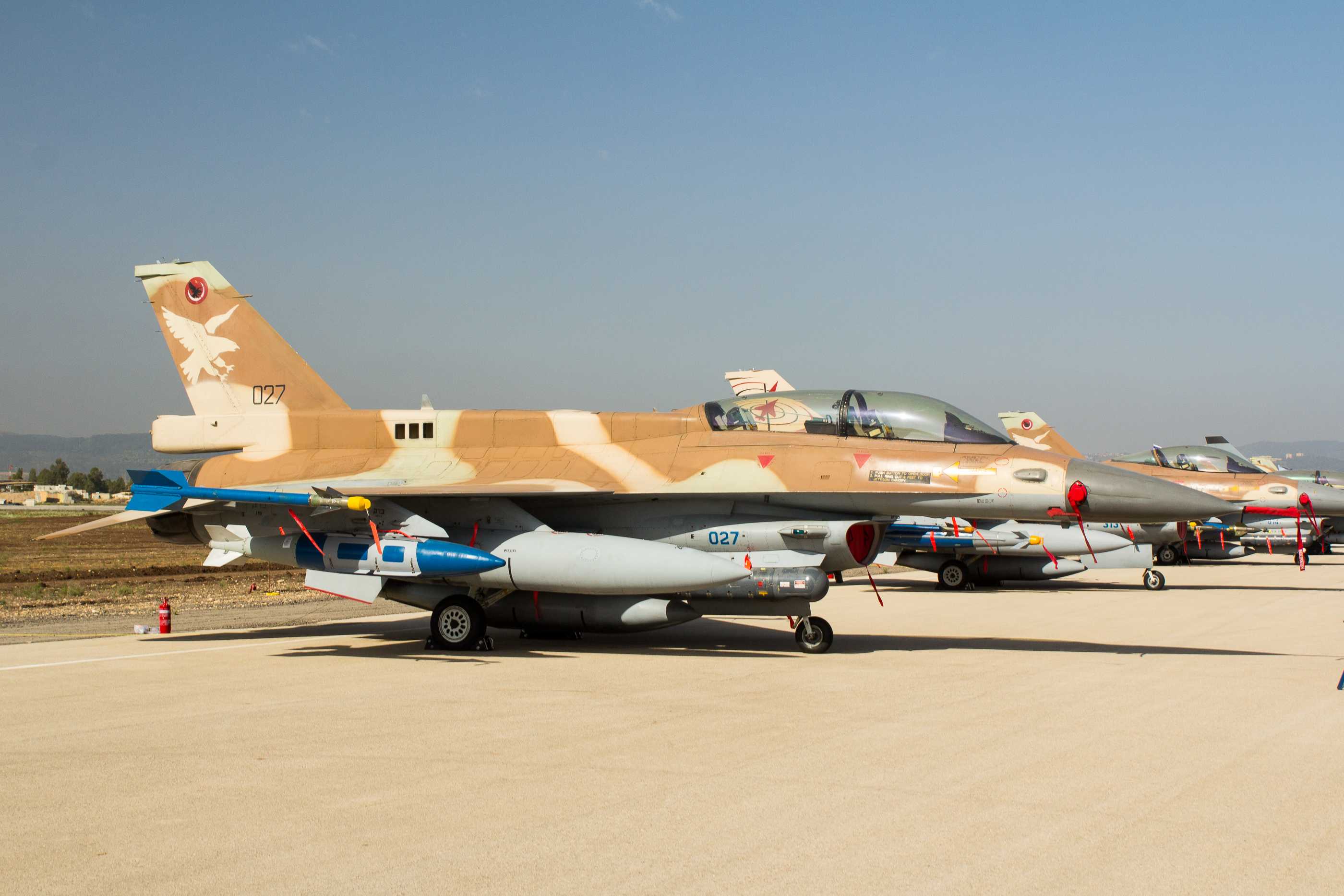
Eine zweisitzige F-16D Barak der 109. Staffel „The Valley“ im Mai 2017 auf der Ramat David Airbase
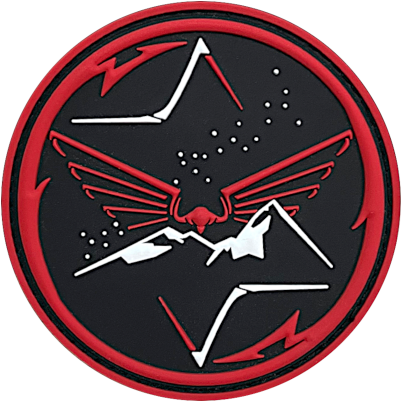
Abzeichen der 157. Staffel "In The Valley" für elektronische Kampfführung mit geheimen Drohnen
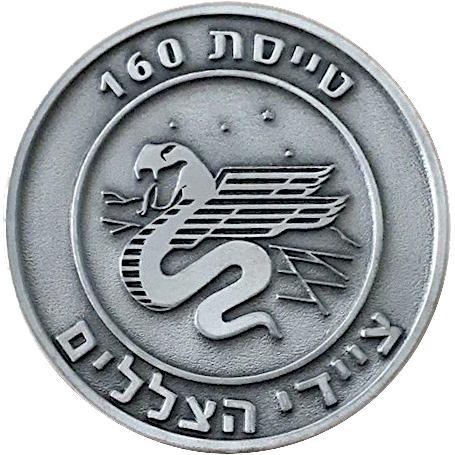
Medaille anlässlich der Wiedereröffnung der 160. Drohnen-Staffel „Shadow Hunter“ im Jahr 2020
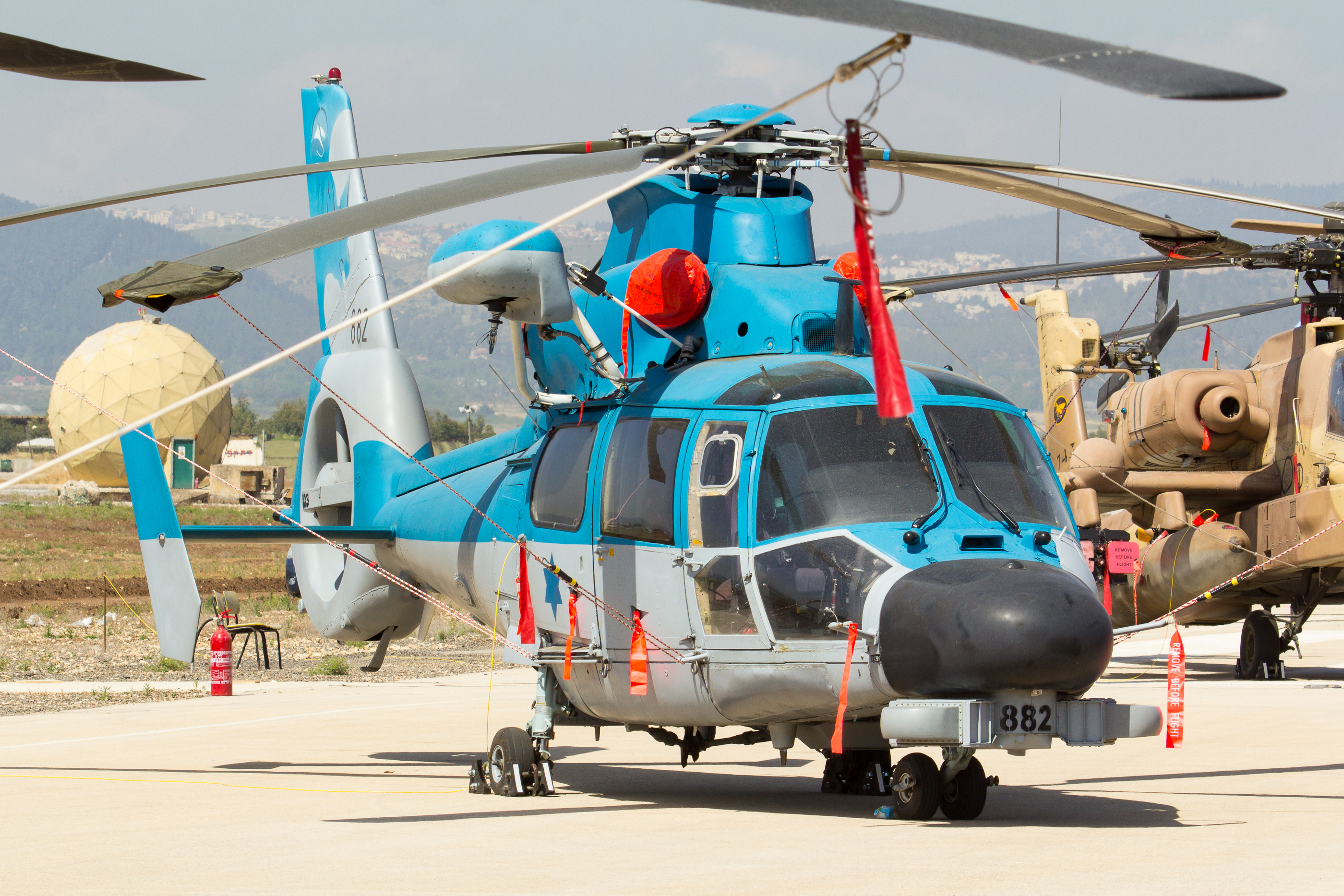
Ein Eurocopter AS 565 Panther Atalef Seeaufklärungs-Hubschrauber wird 2017 auf Ramat David ausgestellt

Hinweis: Flugzeuge der IAF lassen sich meist über die Symbole am Heck ihrer jeweiligen Staffel zuordnen.

## Zwischenfälle

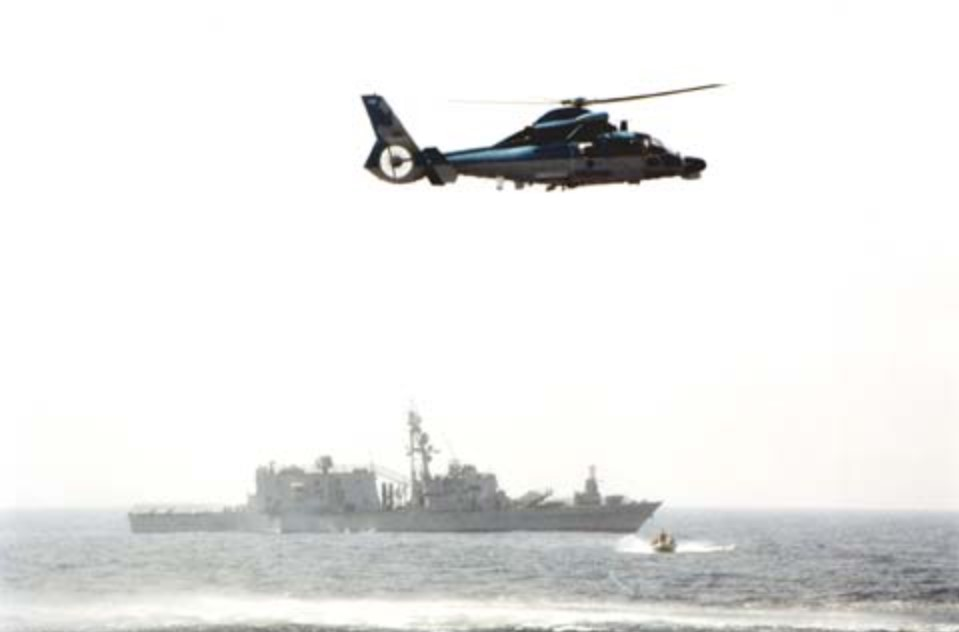
Eine Sa’ar-5-Korvette mit AS 565 Panther Atalef auf der Suche nach der abgestürzten F-16D im März 2000

- Am 16. September 1996 stürzte ein Hubschrauber vom Typ MH-65 Dolphin der 193. Staffel „Defenders of the West“ von Ramat David etwa 12 Meilen vor der Küste von Naharija ab. Alle drei Besatzungsmitglieder kamen dabei ums Leben.[16]

- Ende März 2000 stürzte eine F-16D Barak der 109. Staffel „The Valley“ von Ramat David bei einer nächtlichen Übung 20 Kilometer vor der Küste von Atlit ins Meer. Der Pilot – ein Enkel des ehemaligen Premierministers Menachem Begin – und sein Navigator kamen bei dem Absturz ums Leben.[33][34]

- Anfang Januar 2022 stürzte ein Hubschrauber vom Typ AS 565 Panther Atalef der 193. Staffel „Defenders of the West“ von Ramat David vor der Küste von Haifa ab, wobei zwei Besatzungsmitglieder getötet und eines schwer verletzt wurden.[16]